# Convento di Santa Maria in Campo
Il Convento di Santa Maria in Campo presso Binasco fu un convento francescano osservante maschile, istituito con bolla papale il 28 febbraio 1387 e soppresso nel 1805 in seguito agli editti napoleonici.
Dopo la soppressione venne progressivamente smantellato: il luogo ove sorgeva è oggi un terreno agricolo, tutelato dalla Soprintendenza Archeologica della Città Metropolitana di Milano dopo la campagna di scavi degli anni 1990-92.

## Ritrovamento della "Madonna del Pilastrello"
Secondo il professor Alberto Maria Cuomo, il quale riporta nel suo libro un documento cinquecentesco scritto da Fra Bartolomeo Binaschi (che a sua volta trascrive documenti precedenti all'anno Mille), accadde che questo contadino, di nome Lupo, sognò ripetutamente alcune figure (come angeli o donne bellissime) che gli suggerivano di scavare sotto una precisa quercia in un suo terreno: egli, scavando nel punto che i sogni gli avevano indicato, ritrovò un pilastro di granito su cui era dipinta l'immagine della Madonna. 
La devozione per la Madonna del Pilastrello fu grande sin dall'inizio nella gente di questa terra, e molto probabilmente venne eretto un tempietto per proteggere la reliquia miracolosa.

### I canonici di San Rufo
Nel marzo 1153 Pietro V vescovo di Pavia confermò all'abate del monastero borgognone di San Rufo il possesso dei terreni di Santa Maria in Campo
Questi Canonici regolari di San Rufo diffusero ampiamente il culto della venerata reliquia del Pilastrello, ricevendo anche, nel corso dei secoli, parecchie donazioni di beni e terreni da parte dei fedeli, convinti che la Madonna proteggesse quel luogo.
Nel 1378 la Chiesa Cattolica iniziò una fase difficile: dopo il periodo ad Avignone il Papa tornò a Roma ed alla sua morte fu indetto un conclave a Roma per l'elezione del successore; ma anche ad Avignone tennero un conclave ed elessero un proprio Papa.
Questo periodo durò fino al 1418 e prese il nome di "Scisma d'Occidente".
La congregazione dei Canonici di San Rufo sosteneva il papa avignonese, andando contro la Chiesa Romana (sostenitrice del candidato romano) che in risposta spogliò la Congregazione di tutti i suoi beni, compreso il Convento di Santa Maria in Campo che fu ceduto alla chiesa di S. Stefano di Binasco, passando quindi alla diocesi di Pavia.
Assieme ai Canonici sparì anche la Madonna del Pilastrello: Cuomo ipotizza che i binaschini l'abbiano nascosta, per tornare a venerarla in un tempietto posto tra Binasco e Badile (menzionato in un documento cinquecentesco), del quale oggi non vi è alcuna traccia fisica, se non il ricordo toponomastico della località "Pilastrello" situata, appunto, sulla strada tra i due abitati.

## Fondazione, sviluppo, soppressione del Convento

### Fondazione
Fu Bianca di Savoia che inoltrò una supplica a papa Urbano VI, in accordo con il Ministro provinciale dei Frati Minori della Provincia francescana di Genova, chiedendo al Pontefice la possibilità di fondare un convento accanto all'esistente chiesa, e permettendo ai religiosi di usare e migliorare quelle strutture che erano state edificate a ridosso del tempietto.
Il Papa accettò, e con una bolla datata in Lucca il 28 febbraio 1387 concesse di fondare in quei terreni un convento, con chiesa e campanile (e tutti gli altri edifici necessari alle attività della comunità), ed approvò che lì si trasferissero dieci frati minori conventuali ed un padre guardiano appartenenti all' ordine francescano, e rendeva i religiosi indipendenti dall'autorità del vescovo di Pavia.

### Sviluppo
Si può fare una ricostruzione del complesso conventuale grazie alla "Mensura et descriptio" di Fra Martino di Tortona (riportata da Cuomo) che ci descrive come si presentava Santa Maria in Campo alla fine del XV secolo.
Gli edifici principali erano la chiesa (con campanile), il sagrato antistante, e due chiostri quadrati porticati che davano accesso ai locali di servizio del piano terra ed ai dormitori del piano superiore; altre strutture erano addossate all'esterno dei porticati.
La strada per accedere al convento era la stessa che oggi collega Binasco a Cascina Melone (seppur lievemente modificata dopo l'abbattimento del complesso). Arrivando da Binasco, ci si sarebbe imbattuti subito nella chiesa con il suo sagrato; su questo spiazzo si affacciava un porticato ed una casetta ad uso foresteria. Il muro che chiudeva il sagrato era lo stesso da cui si accedeva all'interno del convento, attraverso un portone.
Il chiostro vecchio (così chiamato perché già usato dai Canonici di S. Rufo) era addossato alla chiesa, tanto che uno dei suoi lati era la parete laterale destra della cappella. Gli altri due lati del chiostro davano l'accesso a locali comunitari; mentre sul lato meridionale, all'esterno, vi erano quattro fienili ("cassi") ed un edificio per le attività agricole ("cassina")
Il chiostro nuovo, invece, aveva un pozzo nell'angolo nord-ovest, e dallo stesso angolo si accedeva ad altri locali (farmacia, scuola, refettorio, ecc.), i quali occupavano i tre lati di questo chiostro. il quarto, come già detto sopra, era il lato in comune con il chiostro vecchio, che distingueva e connetteva le due strutture.
Grazie a tre scale, poste in diversi punti del convento, si accedeva al piano superiore, costruito sopra i locali ed i porticati dei chiostri, piano superiore che ospitava 31 camere per i frati, due terrazze ed un granaio
Tutto il complesso era realizzato in mattoni e cotto, con tetti in tegole; salvo le colonne dei chiostri, in pietra, e le parti strutturali lignee come travi del tetto e soffitti.

### Soppressione
Nel 1805, per ordine dei decreti napoleonici, Santa Maria in Campo fu accorpata a Santa Croce di Pavia, ed il Demanio entrò in possesso degli edifici nello stesso anno.
A Binasco vennero esposte le cedole d'affitto del convento e dei terreni attigui, con l'invito agli interessati di presentarsi il 6 novembre 1805 all'Ufficio della Direzione del Demanio per assegnare l'affitto al miglior offerente, che risultò essere il binaschino Giovanni Foppa, ma prima della naturale scadenza del contratto il Demanio lo requisì e, dopo aver effettuato una perizia per stimare il valore dell'immobile, lo mise in vendita: se lo aggiudicò Giuseppe Lambertini.
Successivamente, chiesa e convento vennero usati come stalla per i cavalli reali, ed attorno alla metà del secolo si iniziò ad abbattere gli edifici per usare i mattoni lungo gli argini del Navigliaccio, finché nel 1895 della chiesa e dei chiostri non esisteva più nulla.
Don Francesco Pietra negli anni '40 ci dà notizia che "i vecchi ricordano d'aver veduto ancora in piedi le mura del Convento e della Chiesa. Solo nel 1940 venne abbattuto l'ultimo tratto del muro del Convento. ora non rimangono che pochi ruderi furiosamente coperti di rovi e nidi di vipere."
Ai nostri giorni, invece, non restano nemmeno quelli: è tutto un campo, arato e seminato.

## La "Madonnina"

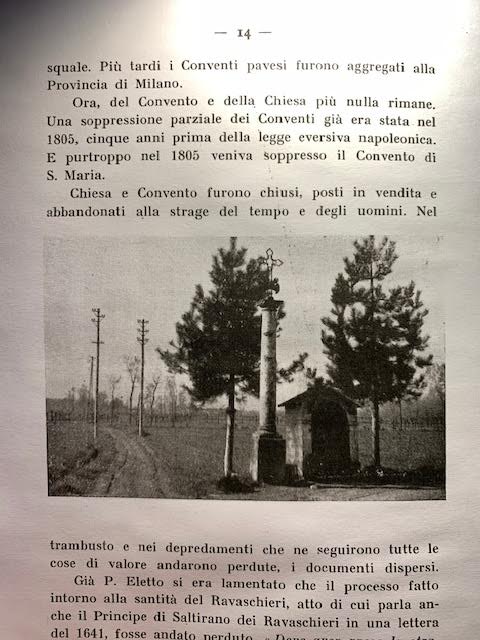
La Madonnina come appariva negli anni '40

Il simbolo dell'ordine francescano

Del complesso conventuale oggi rimane solo una colonna, sormontata da una croce, ed un tabernacolo contenente un'effige della Madonna.
Il già citato Pietra, nel 1942 ce ne parla in questo modo: "L'uso francescano delimitava la piazza della Chiesa del proprio Convento con una Croce. Tale Croce portante il noto stemma francescano [ovvero le due braccia incrociate, ndr] esiste ancora. In un tabernacolo sorride la Madonna [...]: due pini ai lati l'ombreggiano devotamente. Ormai è l'unica bellezza del solitario luogo."

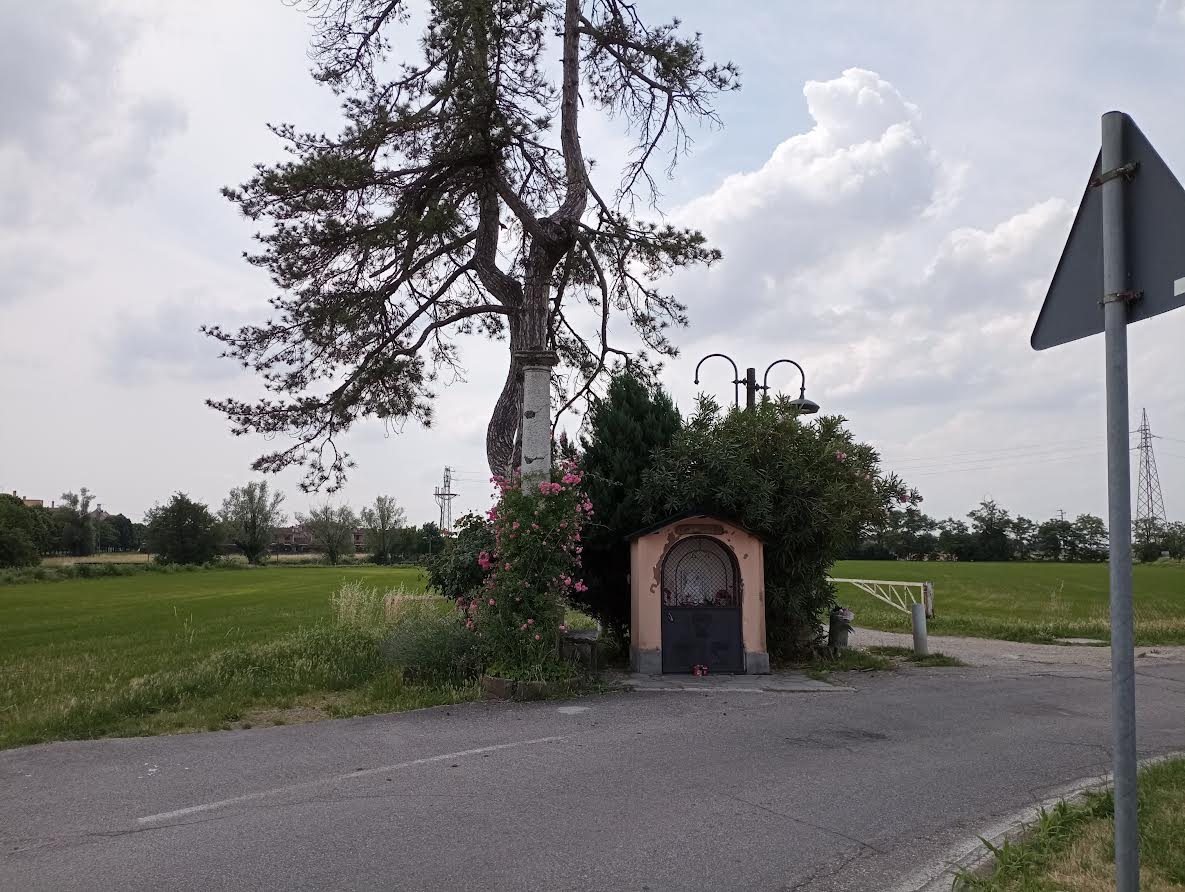
La Madonnina come si presenta oggi

Quelle due braccia non esistono più: Cuomo nel 1991 ci dà notizia che "Attualmente del complesso monumentale non rimane che la colonna che sorregge una croce di ferro, alla base della quale si intrecciavano due braccia, anch'esse in ferro, simbolo dell'Ordine francescano. Queste ultime furono strappate dalla loro sede poco tempo fa da uno dei tanti vandali che da circa due secoli hanno imperversato prima sugli edifici e poi su quanto -poco- di essi era rimasto"
 

Oggi, la Madonnina è un luogo di passaggio, un riferimento familiare sulla ciclopedonale che connette Binasco a Casarile. Frequentata ancora da occasionali devoti, che recano all'icona lumini e fiori.  

## Parti ricollocate del Convento
Il coro ligneo si trova nella Chiesa Parrocchiale di Binasco (con le dovute modifiche, perché la chiesa del convento era più piccola della Parrocchiale): Don Davide Perversi nel 1936 fece eseguire i lavori di intarsio realizzati materialmente da Giacomo Bellotti da Treviso su disegni del pittore Luigi Migliavacca. Quindici scranni contengono i Misteri del Rosario, gli altri tre una scena della vita di ciascuno dei Beati nati o passati da Binasco.

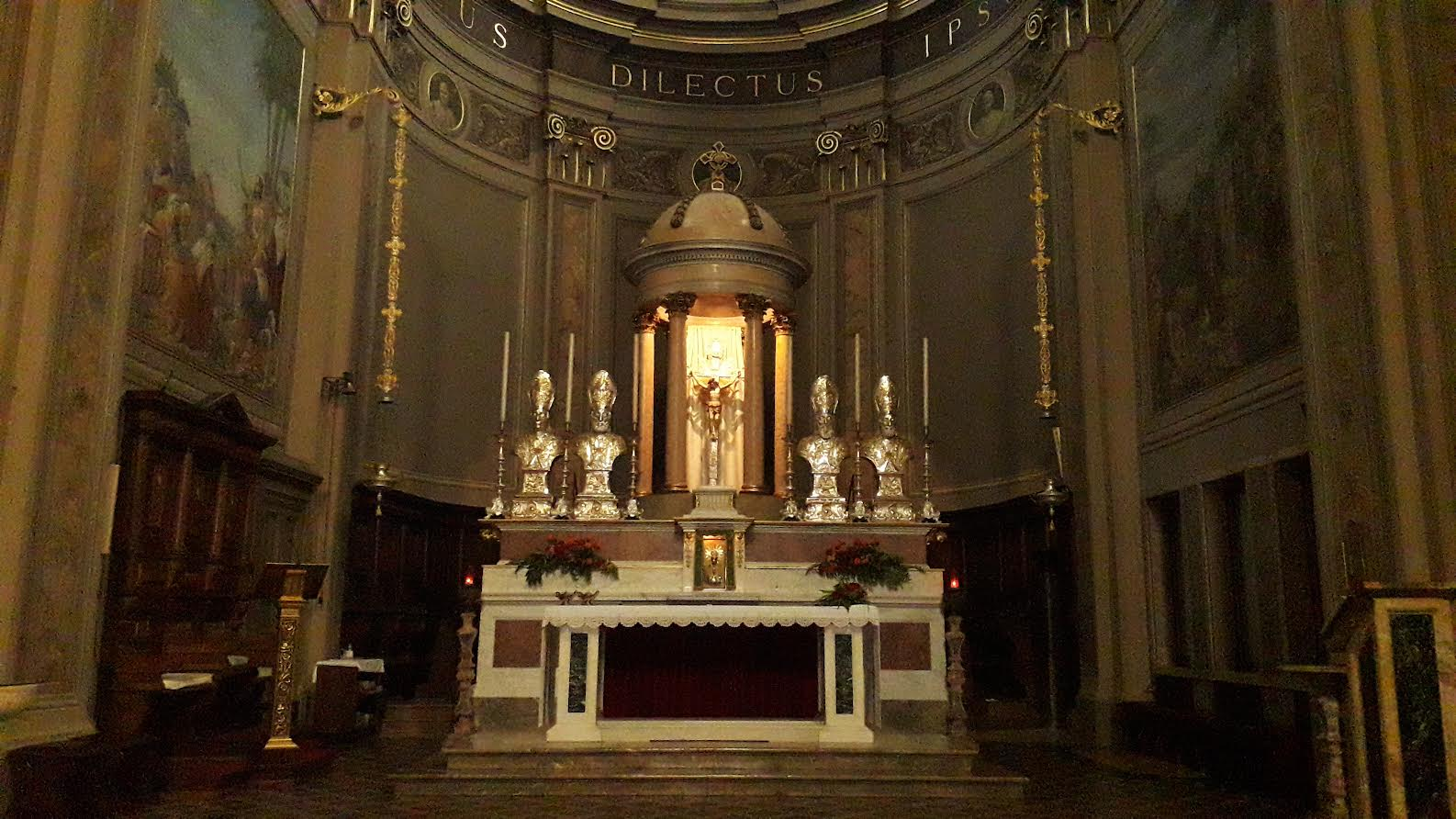
Abside, si notino le estremità del coro
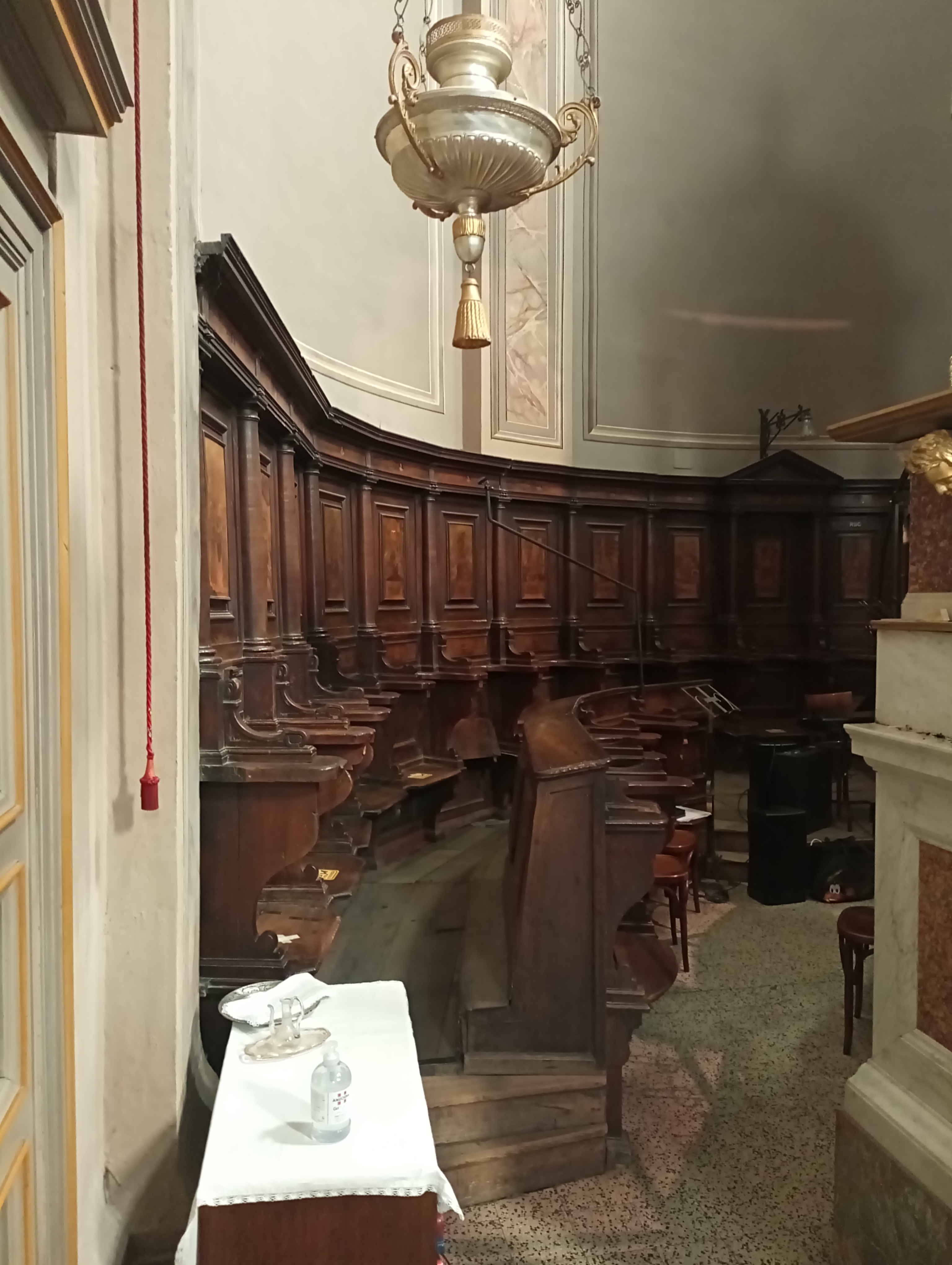
Ala sinistra
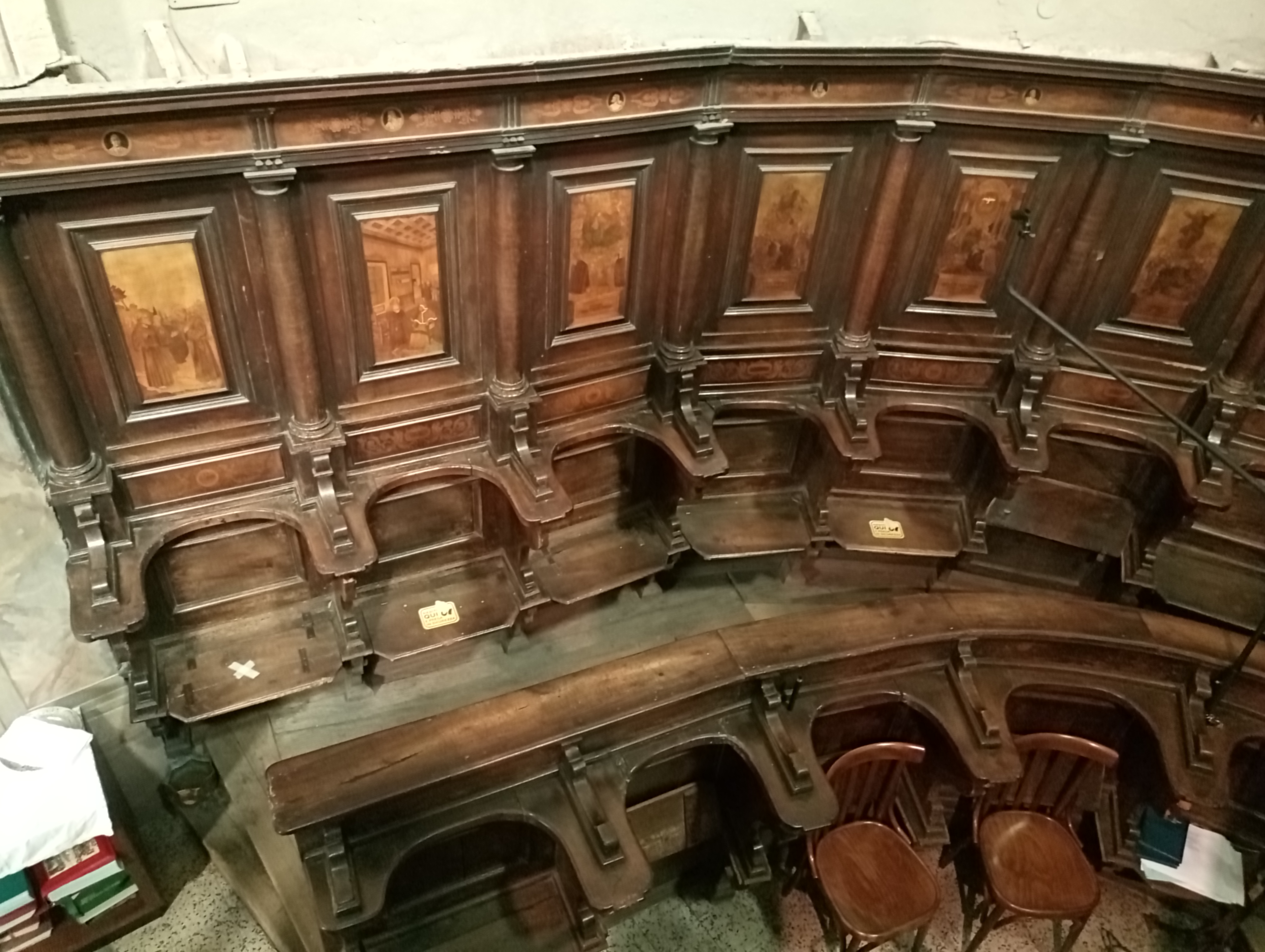
Ala sinistra (esterno)  vista da sopra
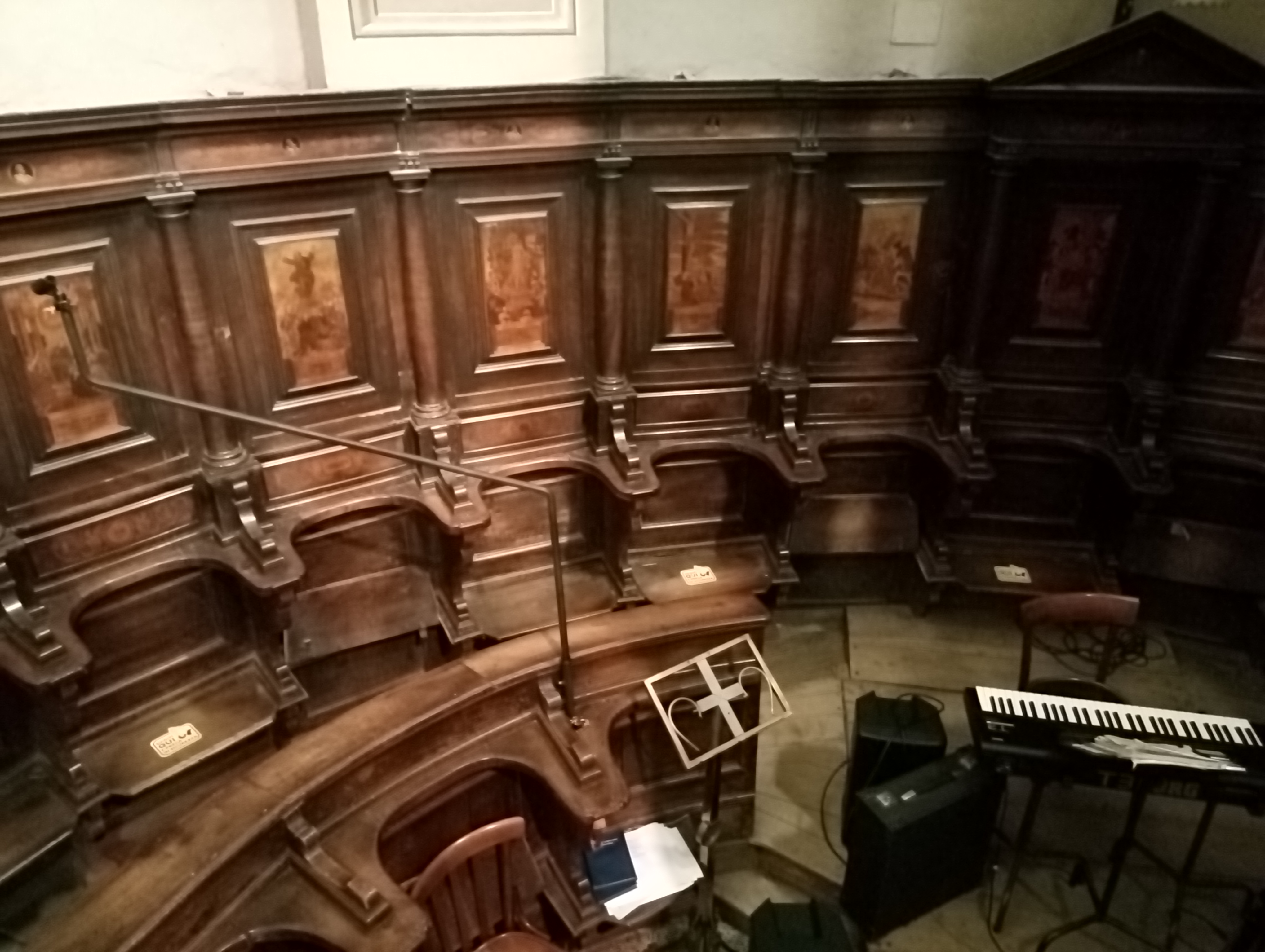
Ala sinistra (centrale) vista da sopra
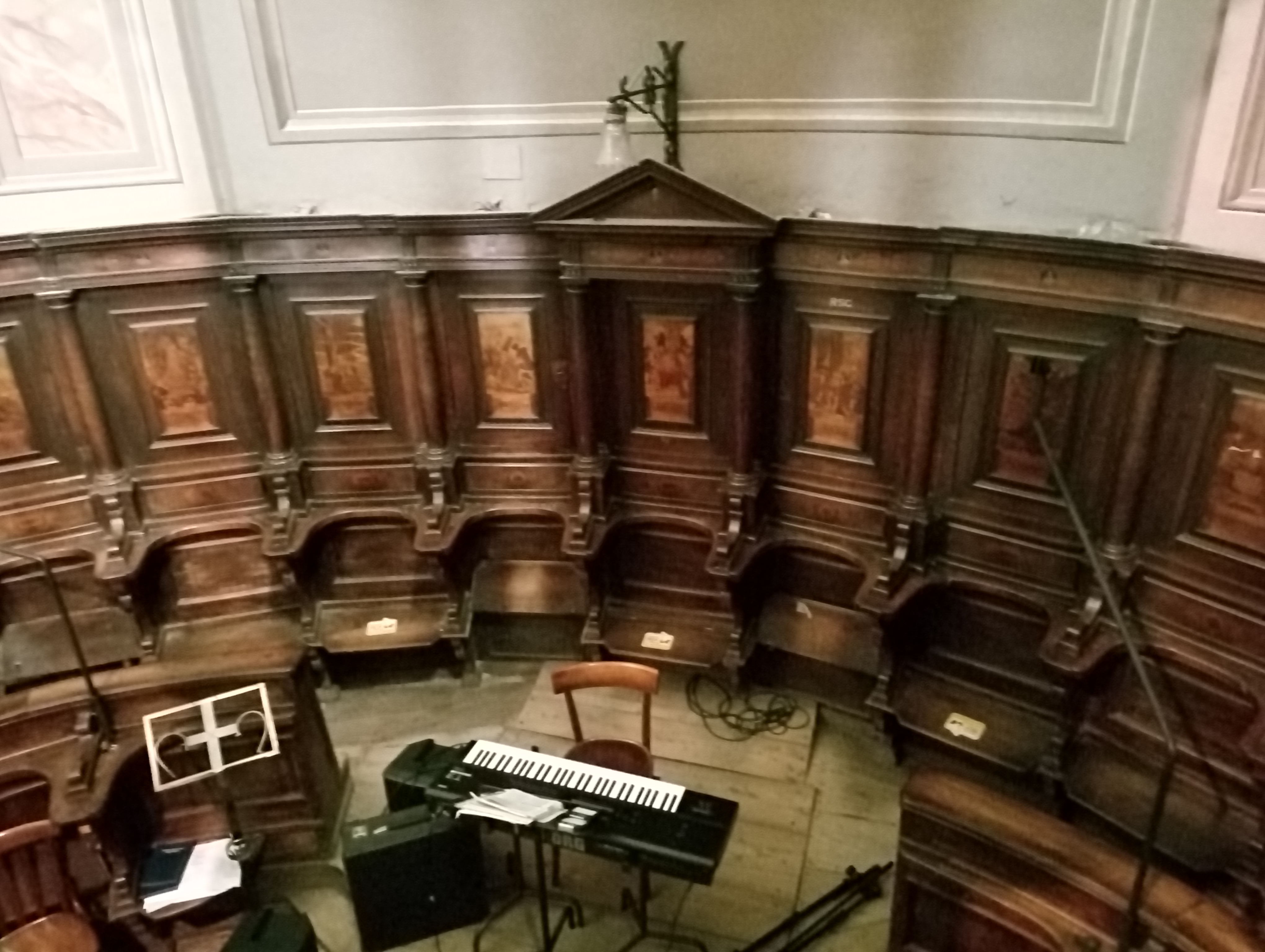
Parte centrale
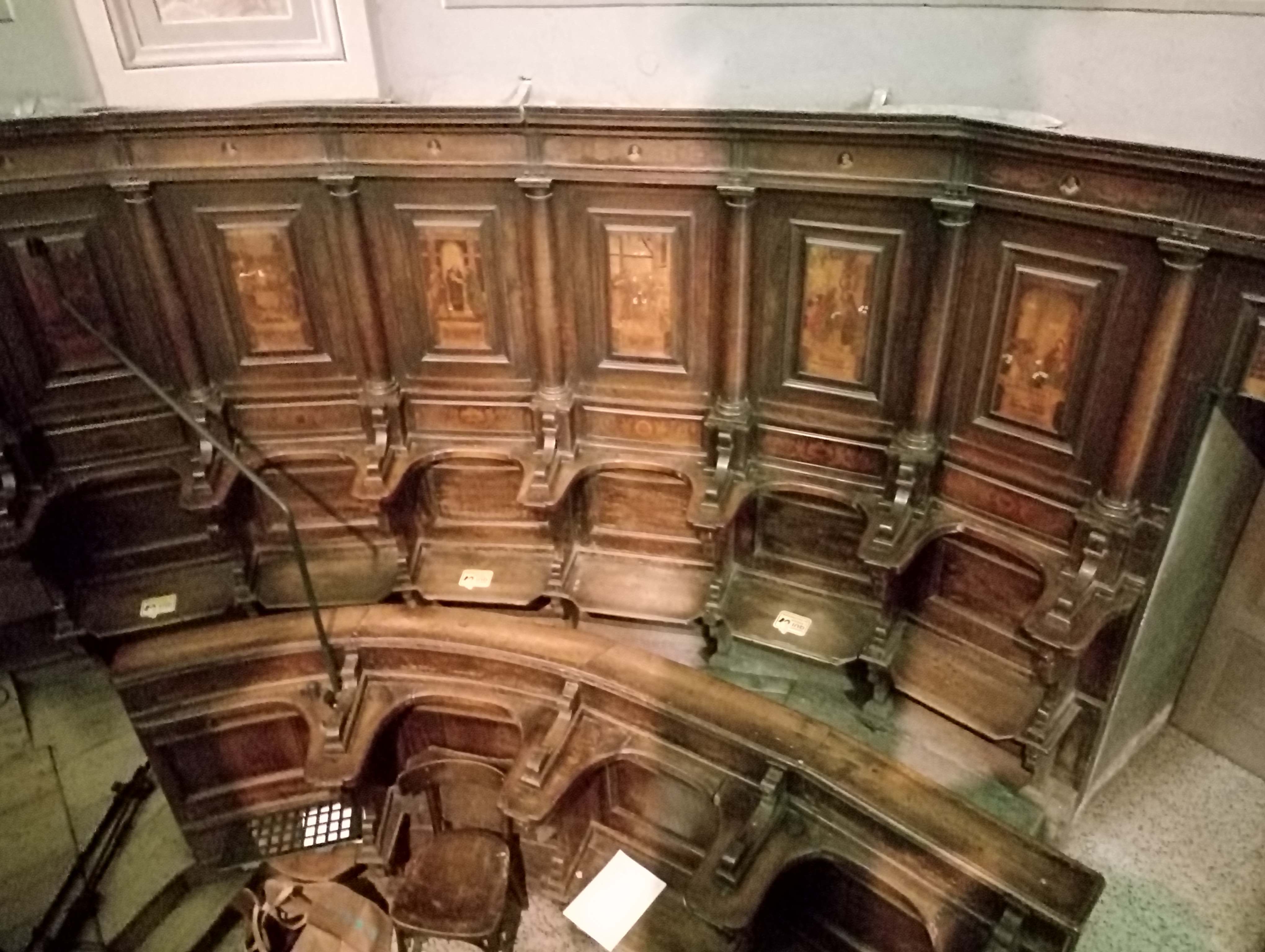
Ala destra (centrale)  vista da sopra
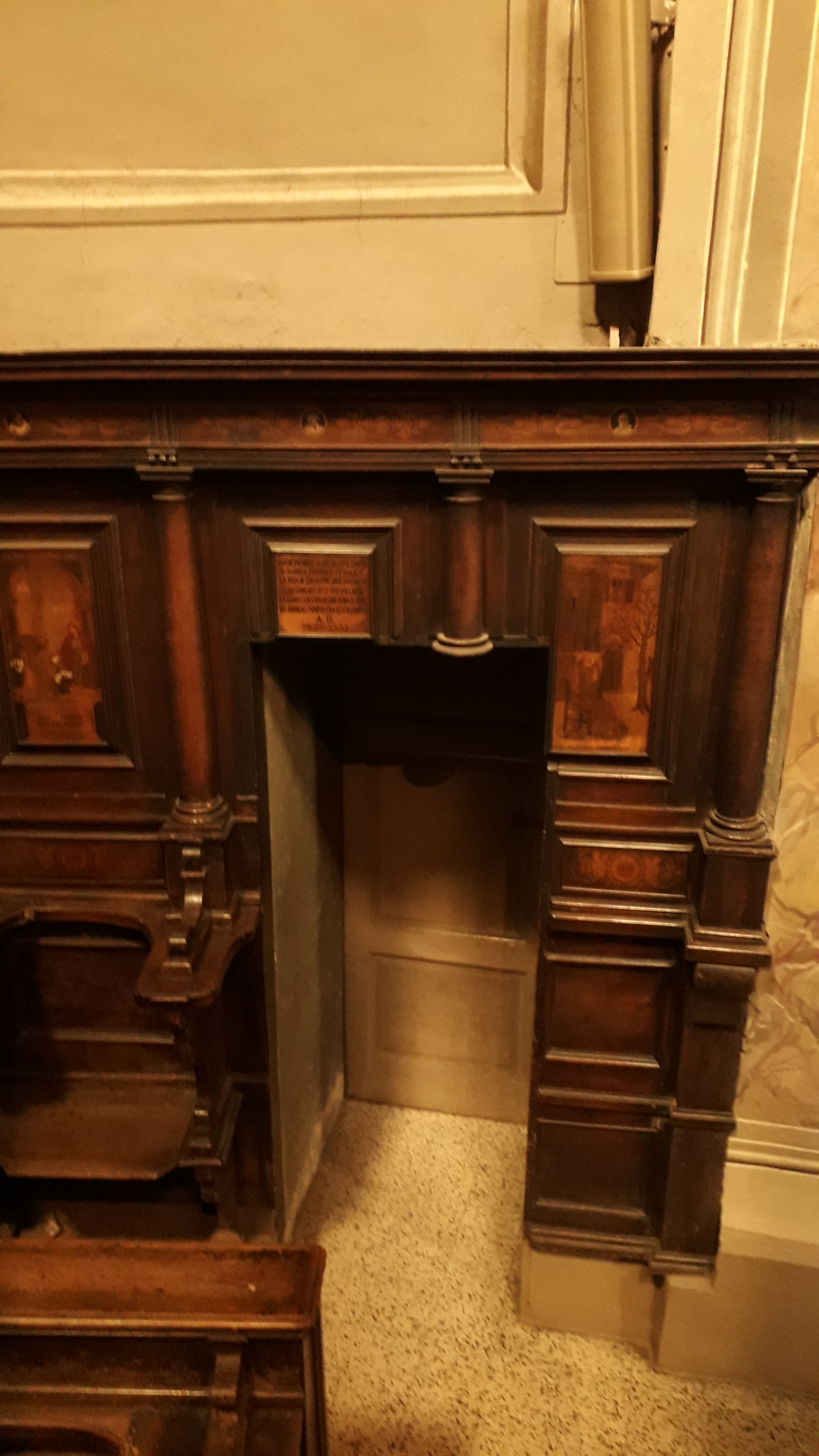
Ala destra (esterno)   vista da sopra
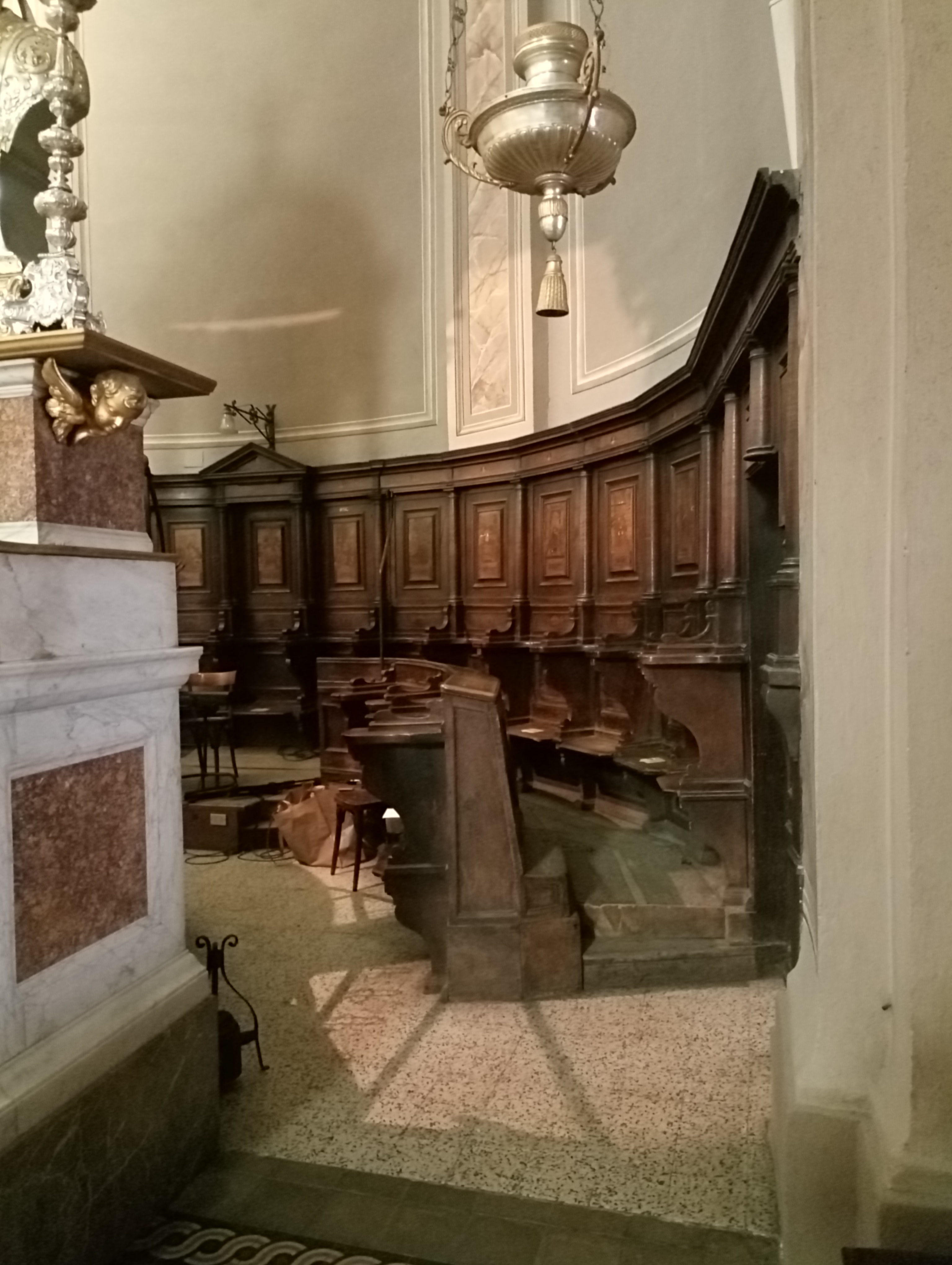
Ala destra

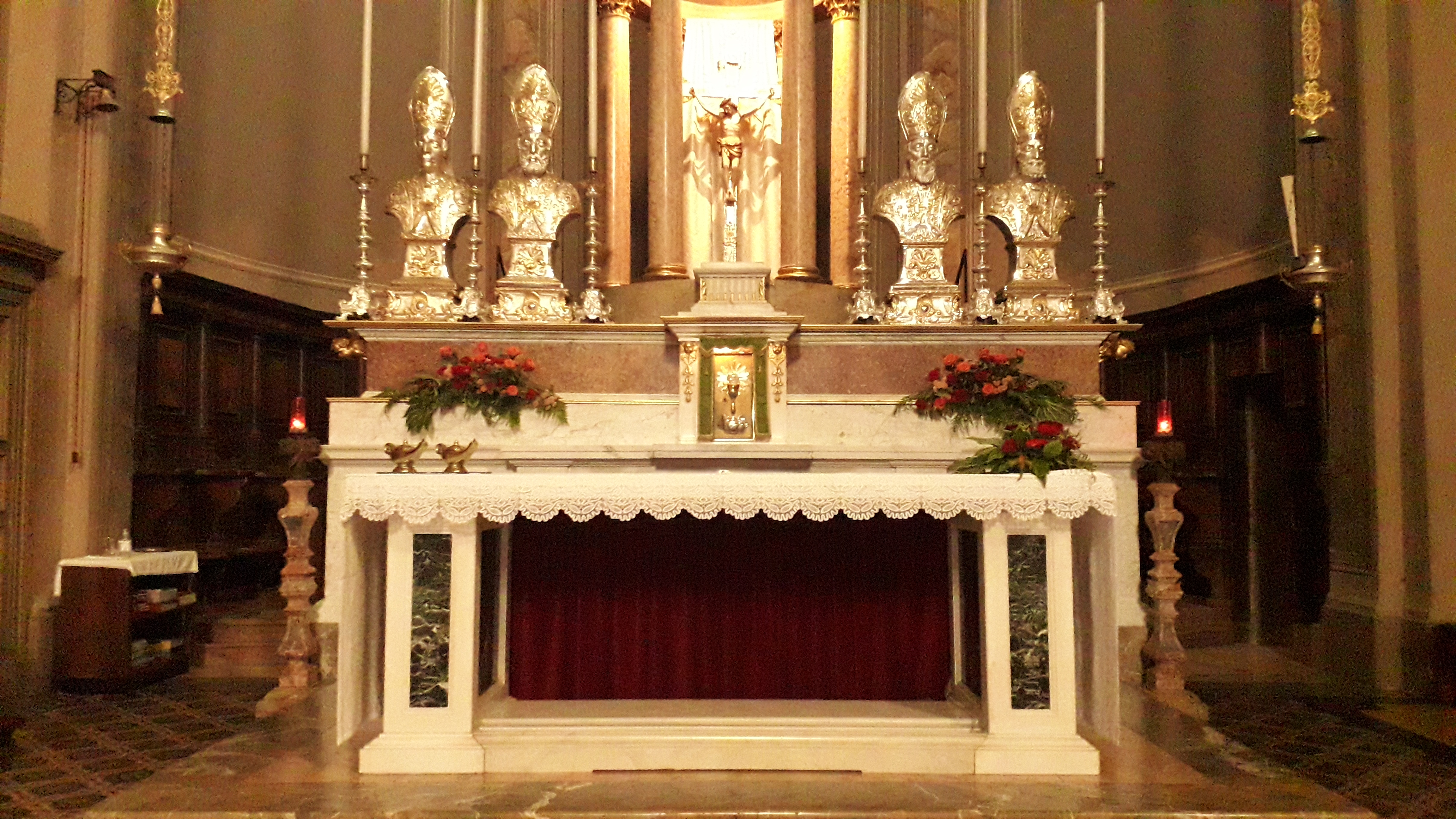
Dettaglio dell'altare e del coro
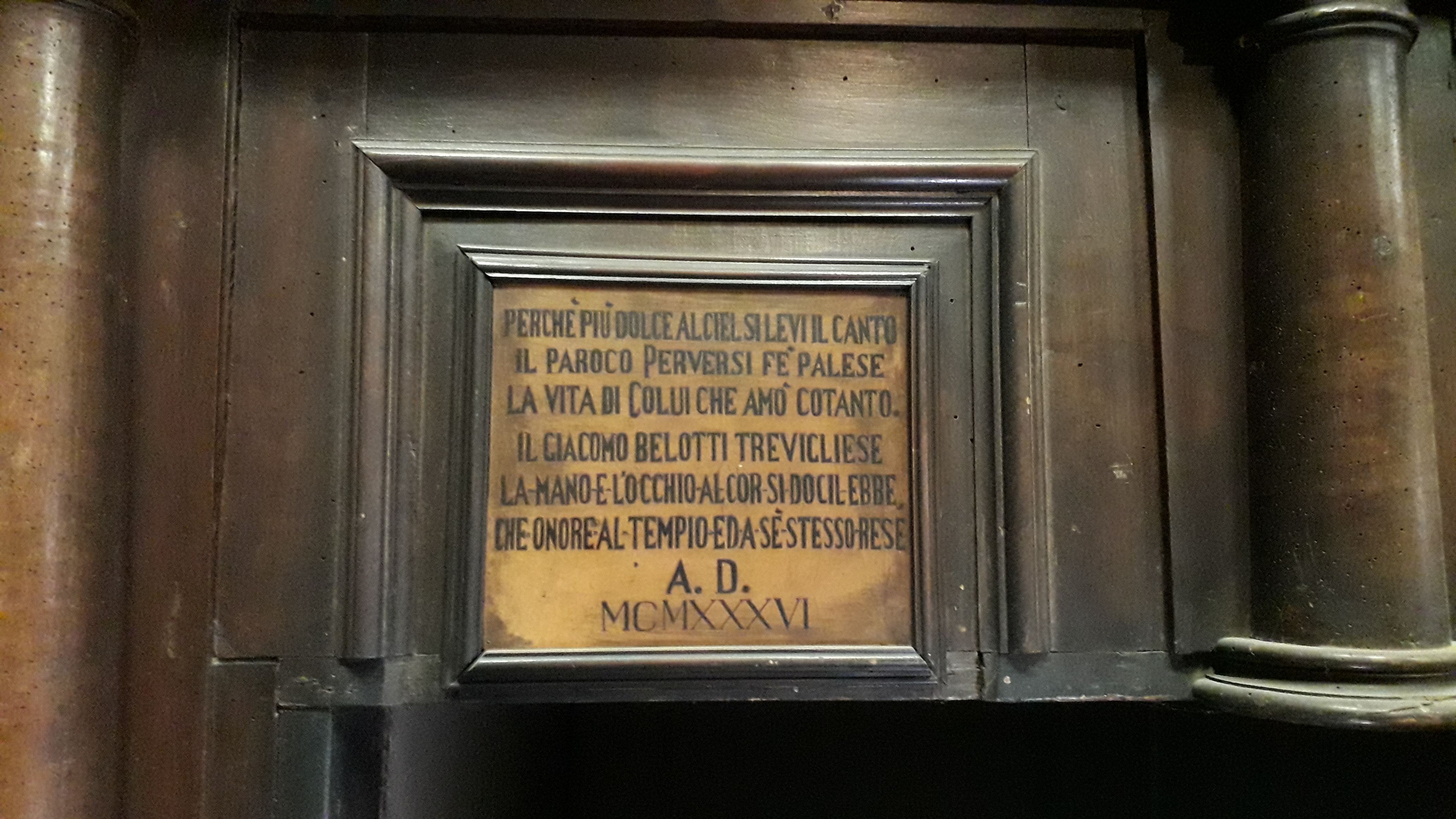
Targa che ricorda i lavori di intarsio
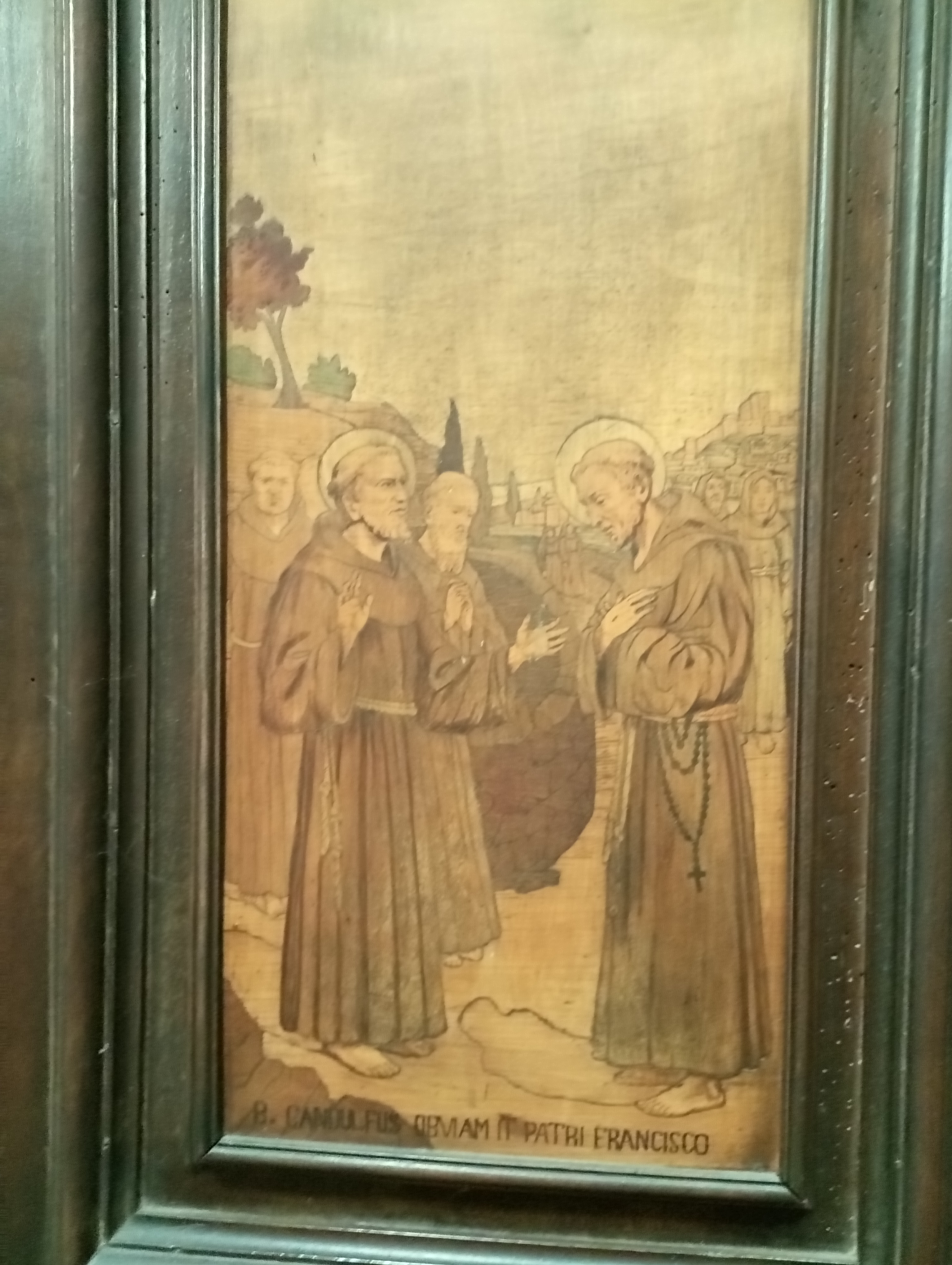
Pannello del Beato Gandolfo
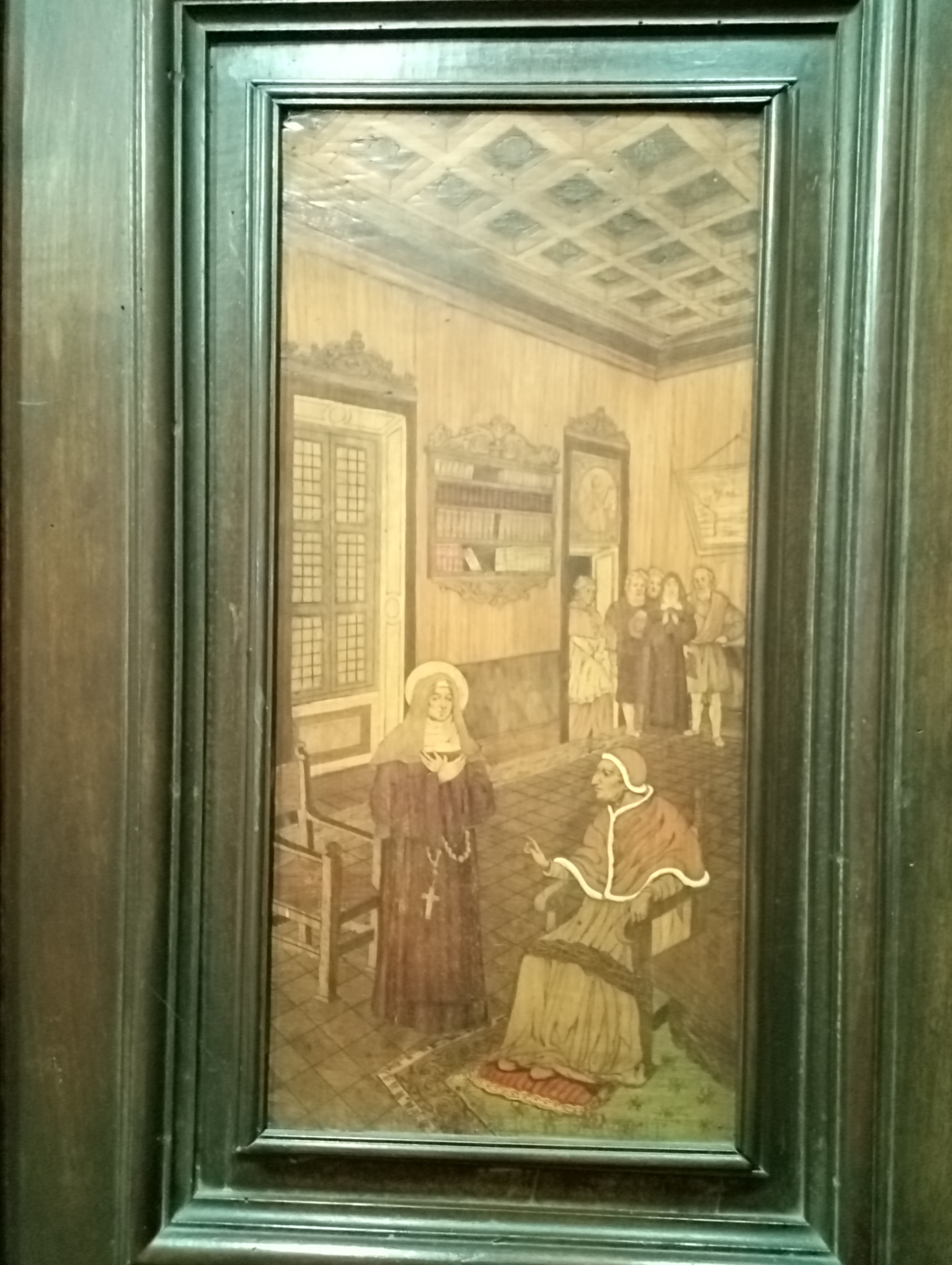
Pannello della Beata Veronica
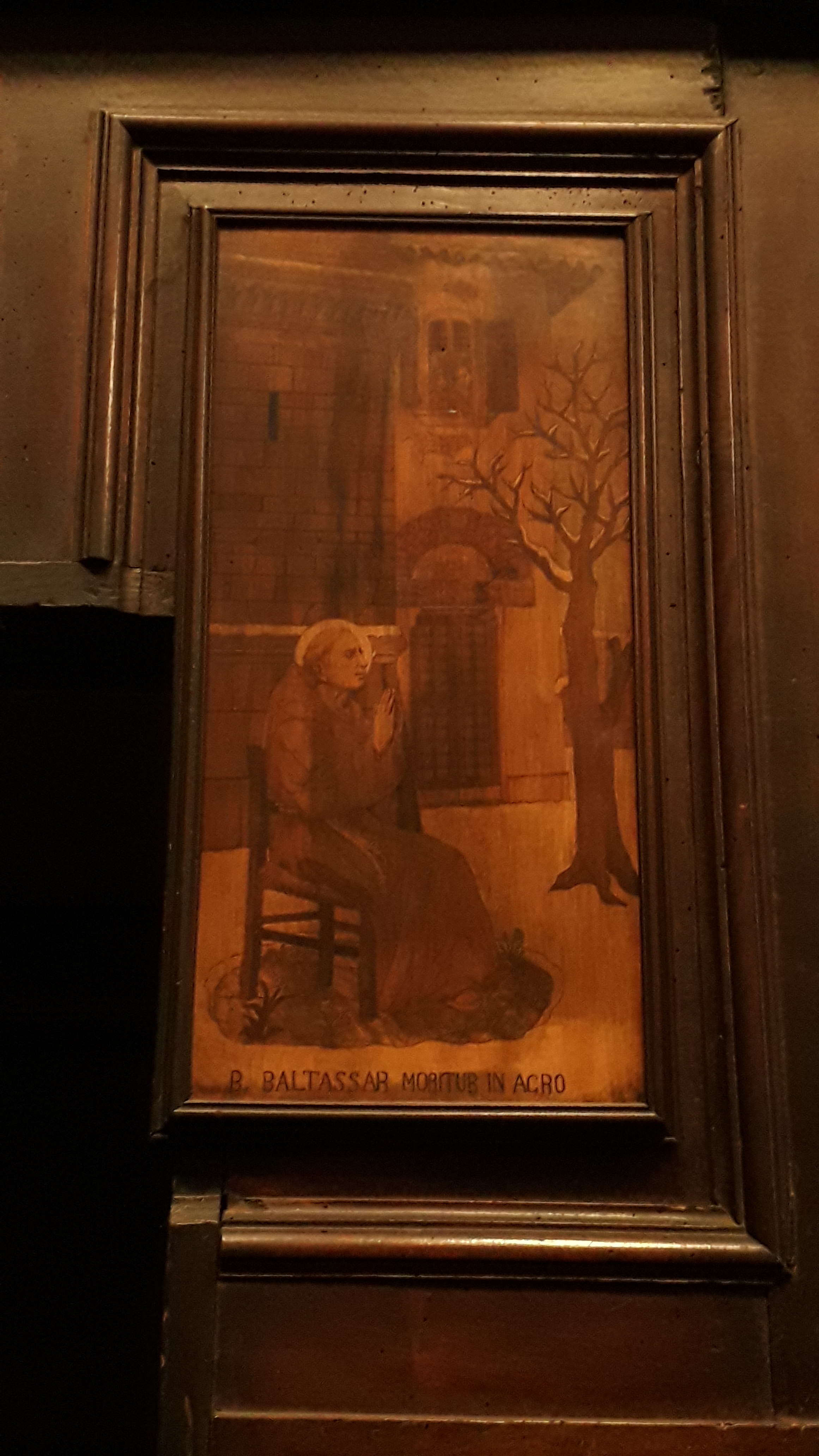
Pannello del Beato Baldassarre

La scultura del Beato Baldassare, fatta realizzare dai fedeli subito dopo la sua morte, si trova oggi nella Chiesa Parrocchiale di Binasco sotto l'altare della Beata Veronica

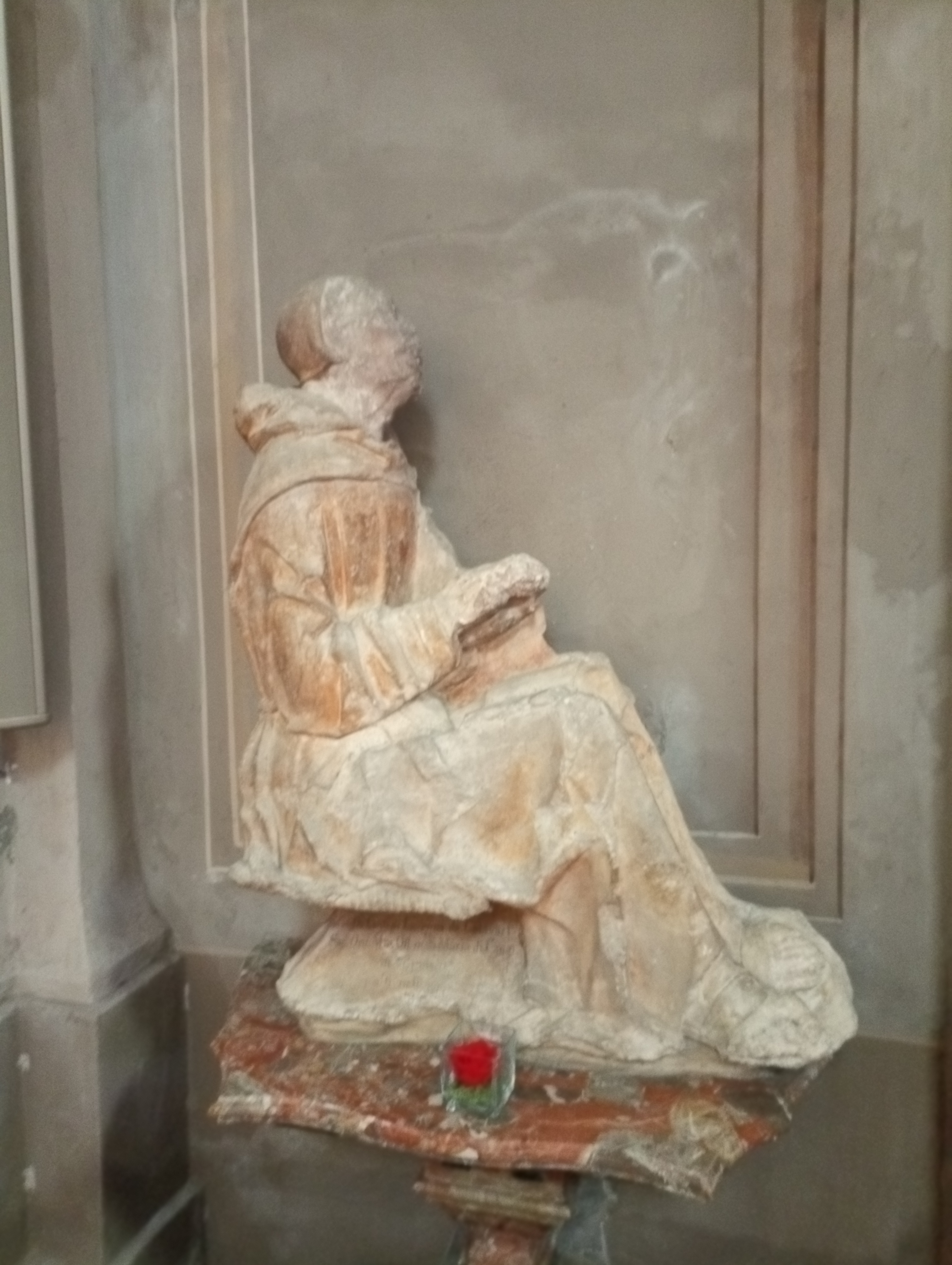
Fronte
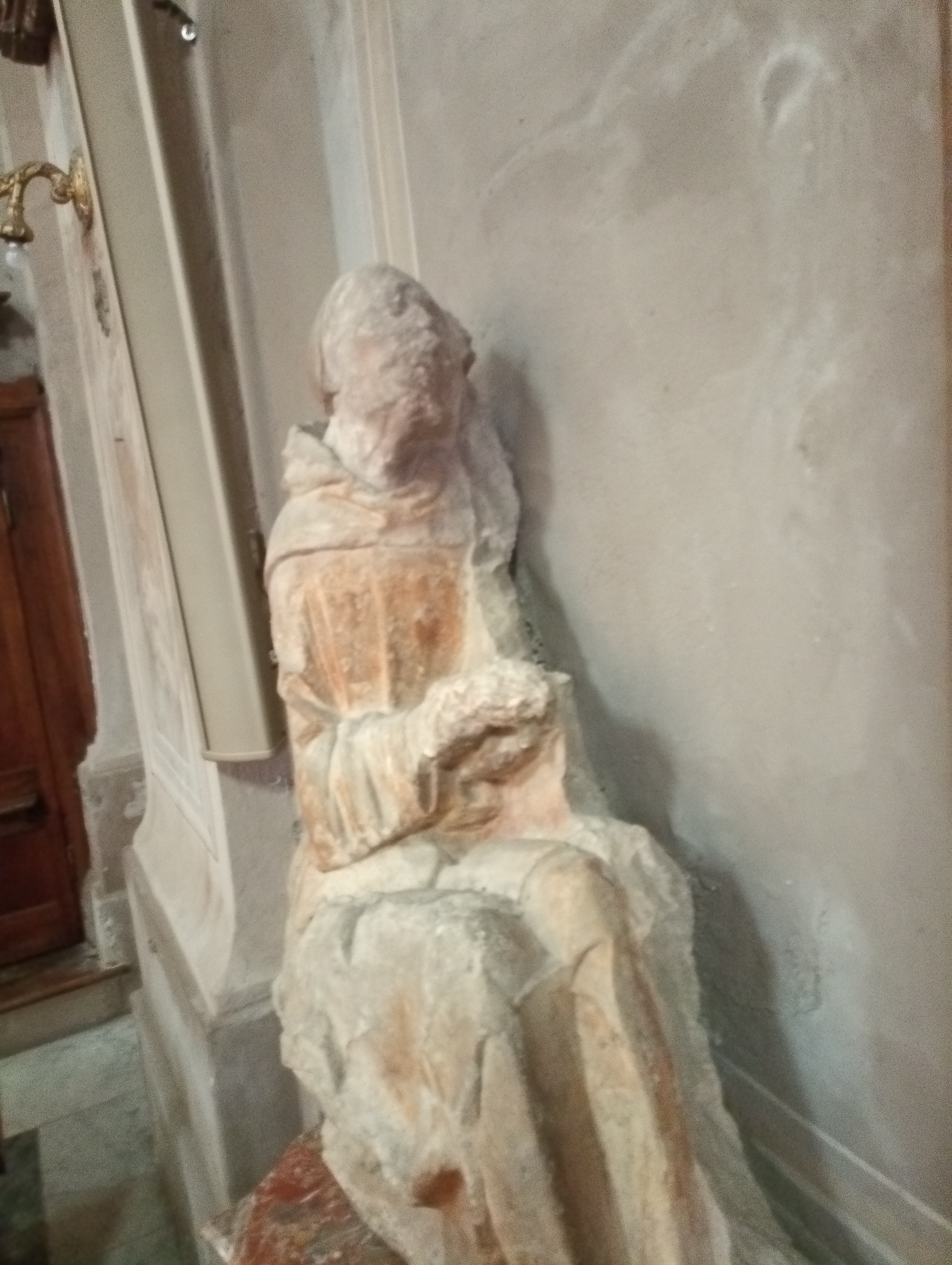
Profilo
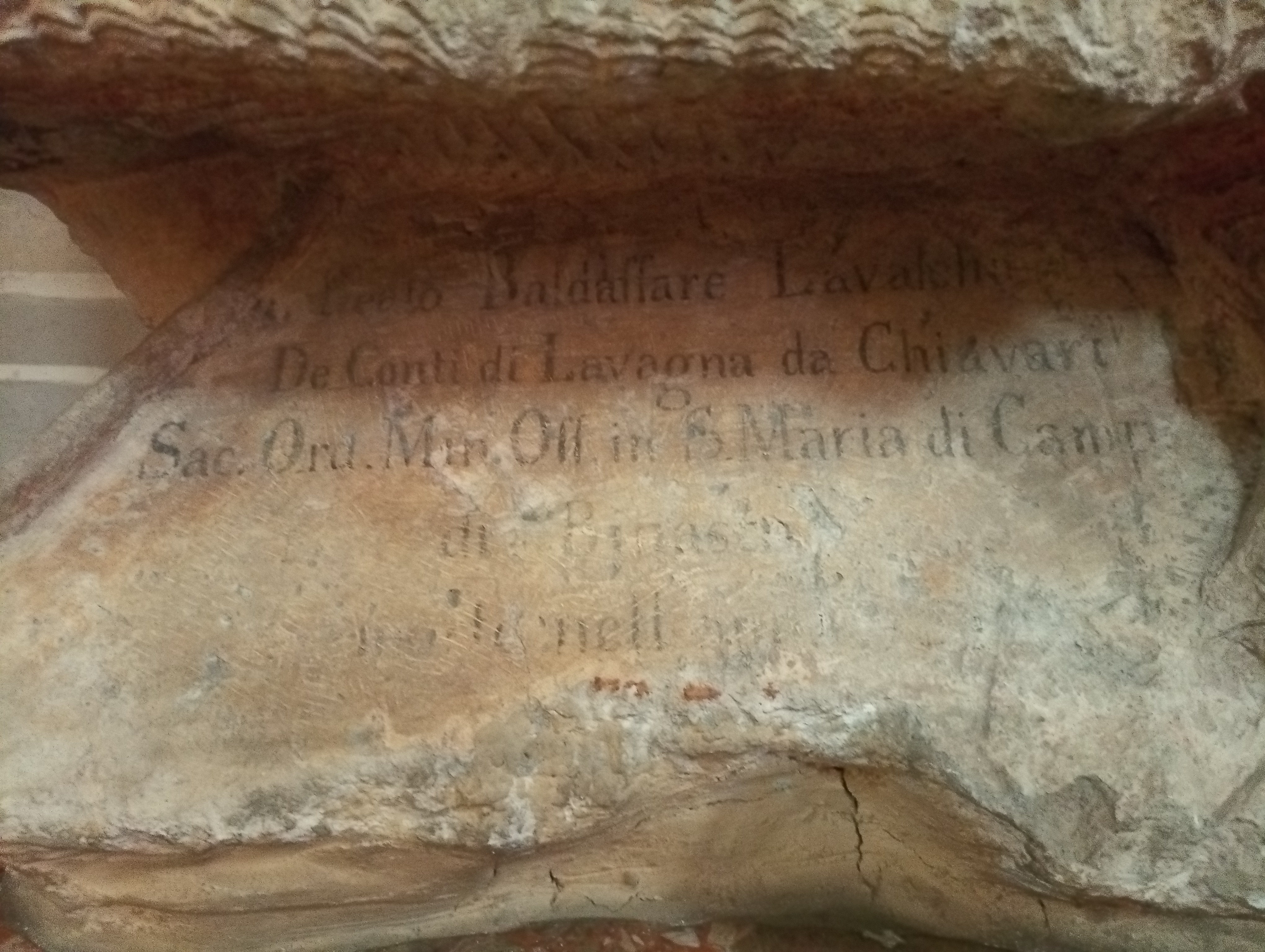
Dettaglio dell'iscrizione
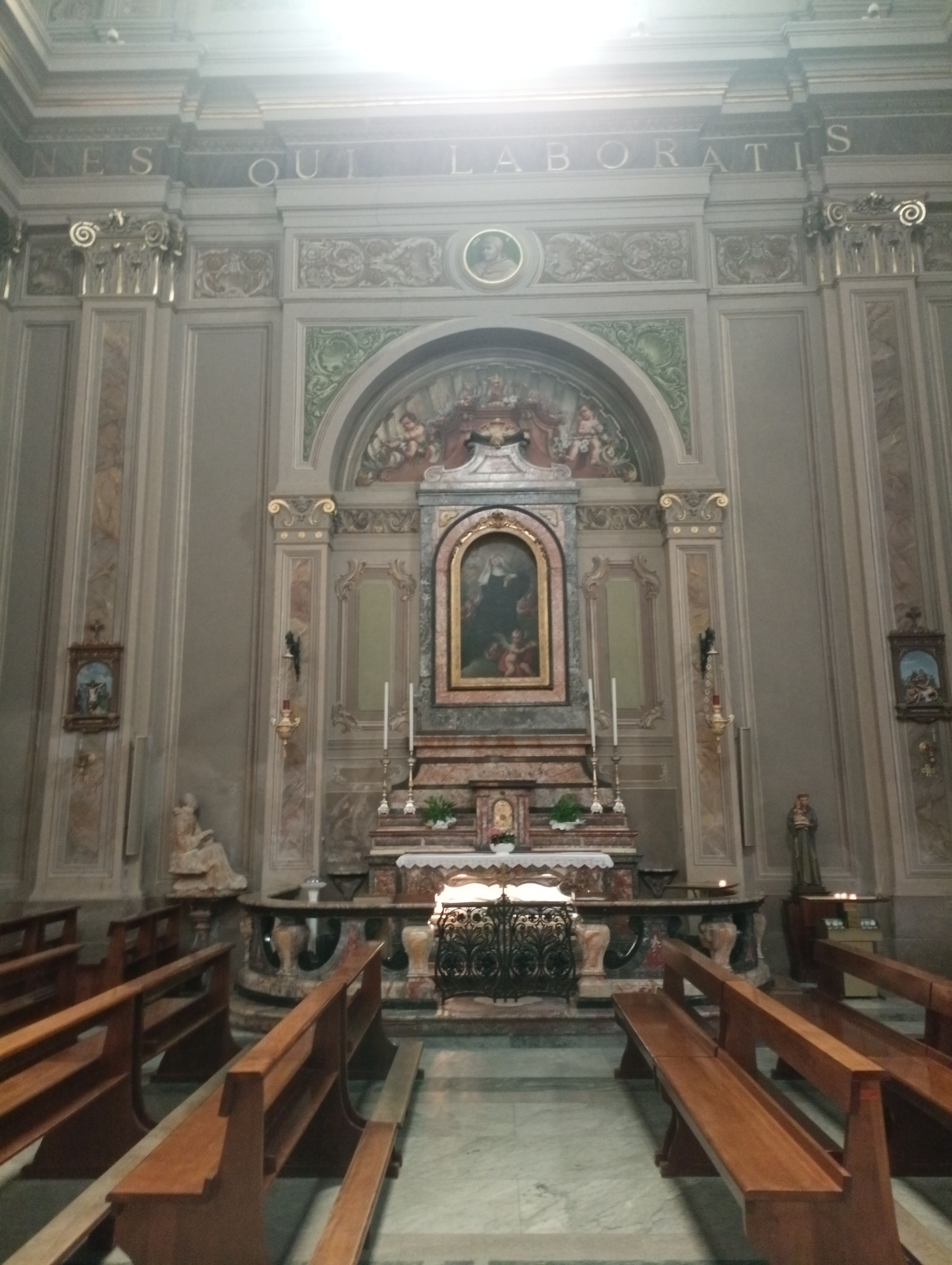
Altare della Beata Veronica; in basso a sinistra la scultura

La scultura della Madonna con Bambino, sotto cui il Beato Baldassarre era solito pregare, fu trasferita prima nell'edicola della Madonnina e poi portata nella posizione attuale, ossia il cortile della casa parrocchiale di Binasco

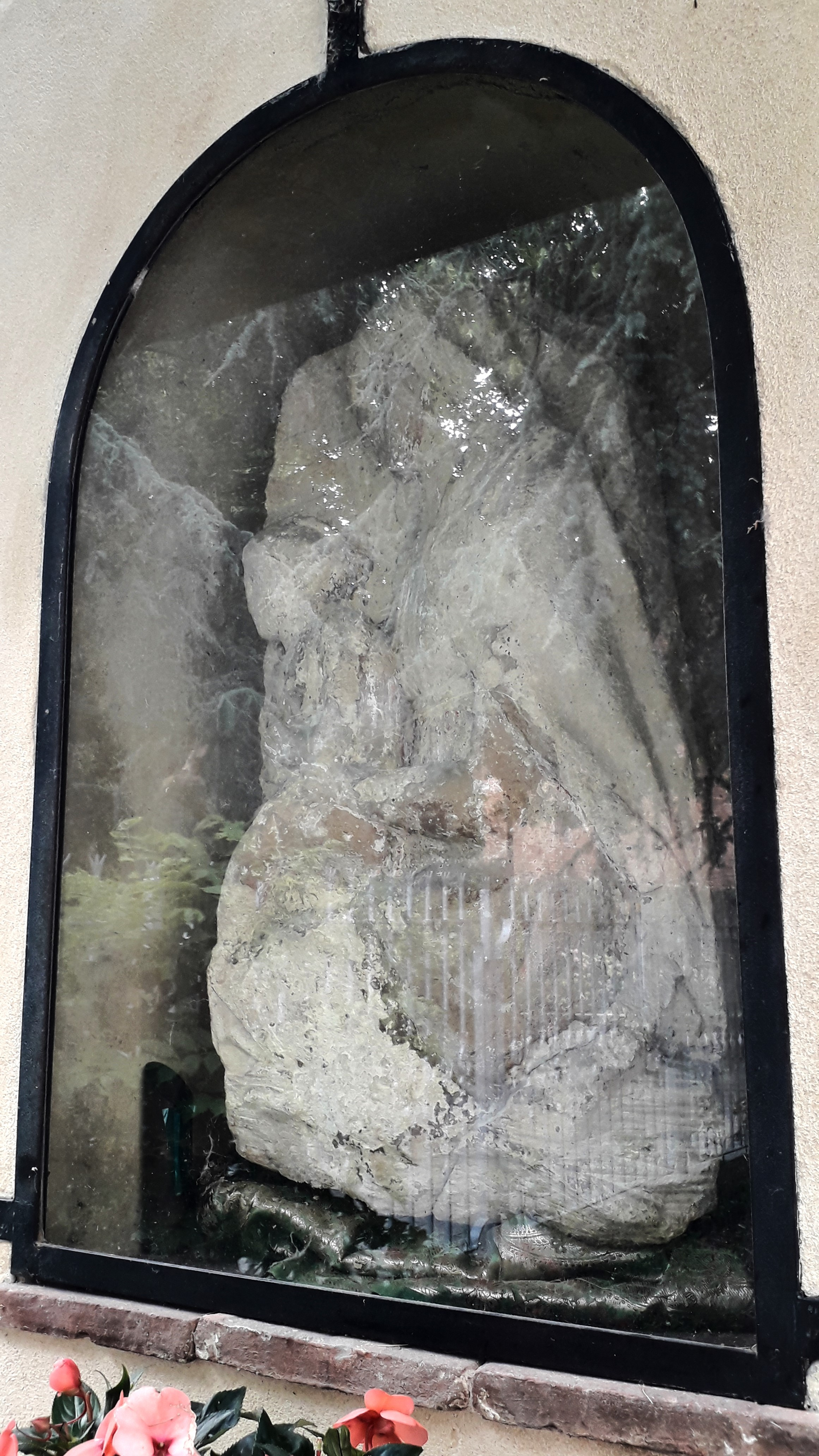
Icona di profilo
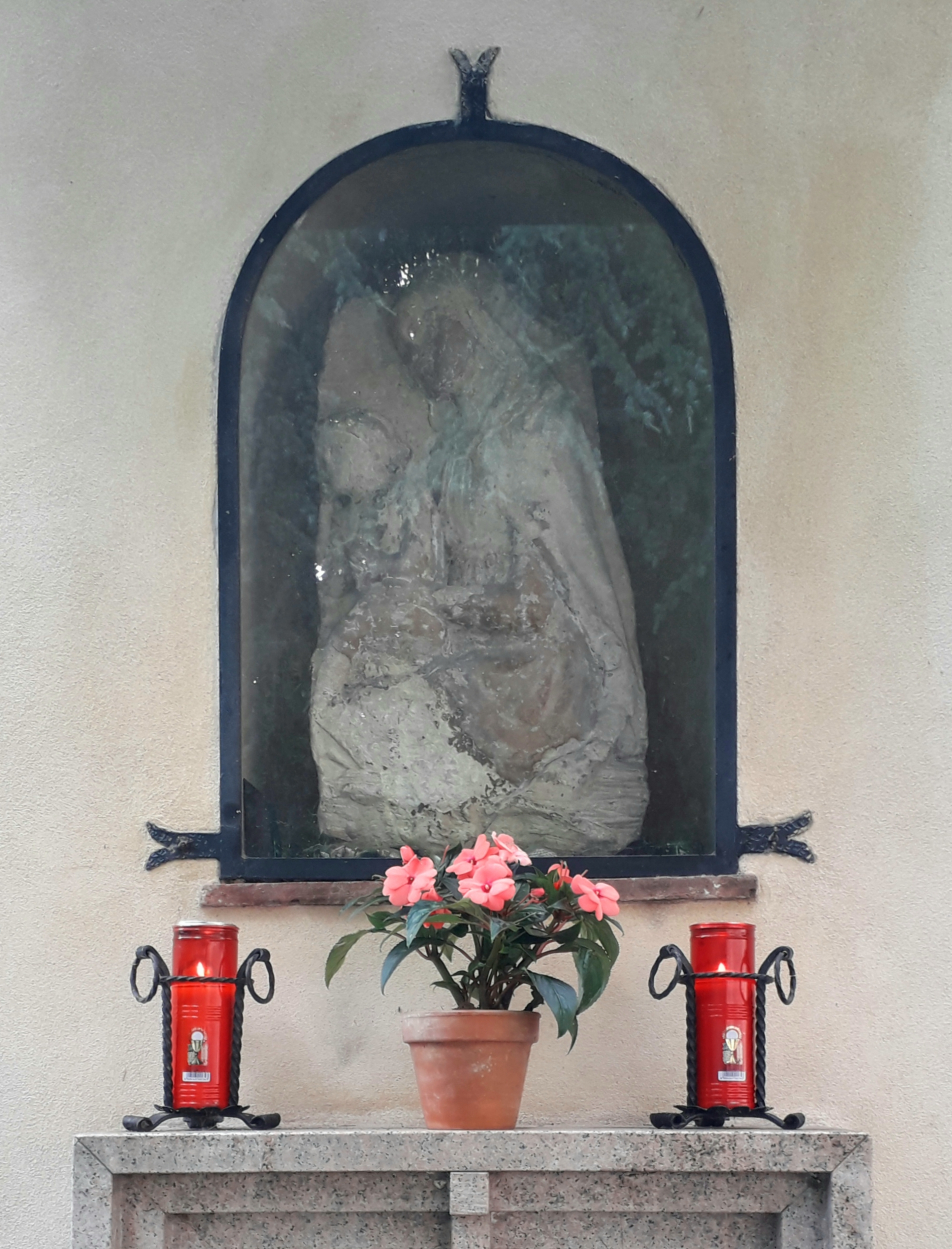
Icona vista frontalmente
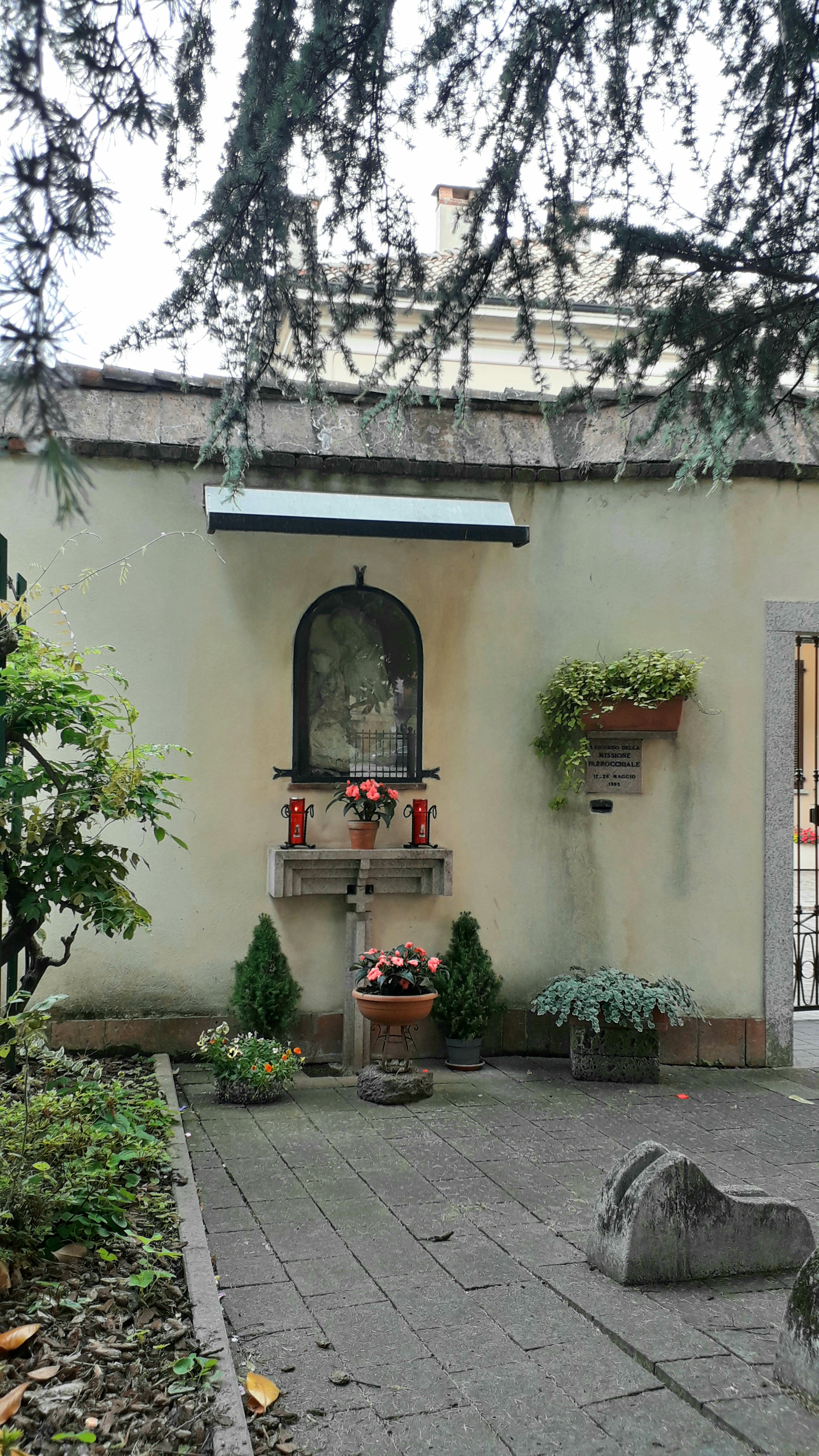
Altarino
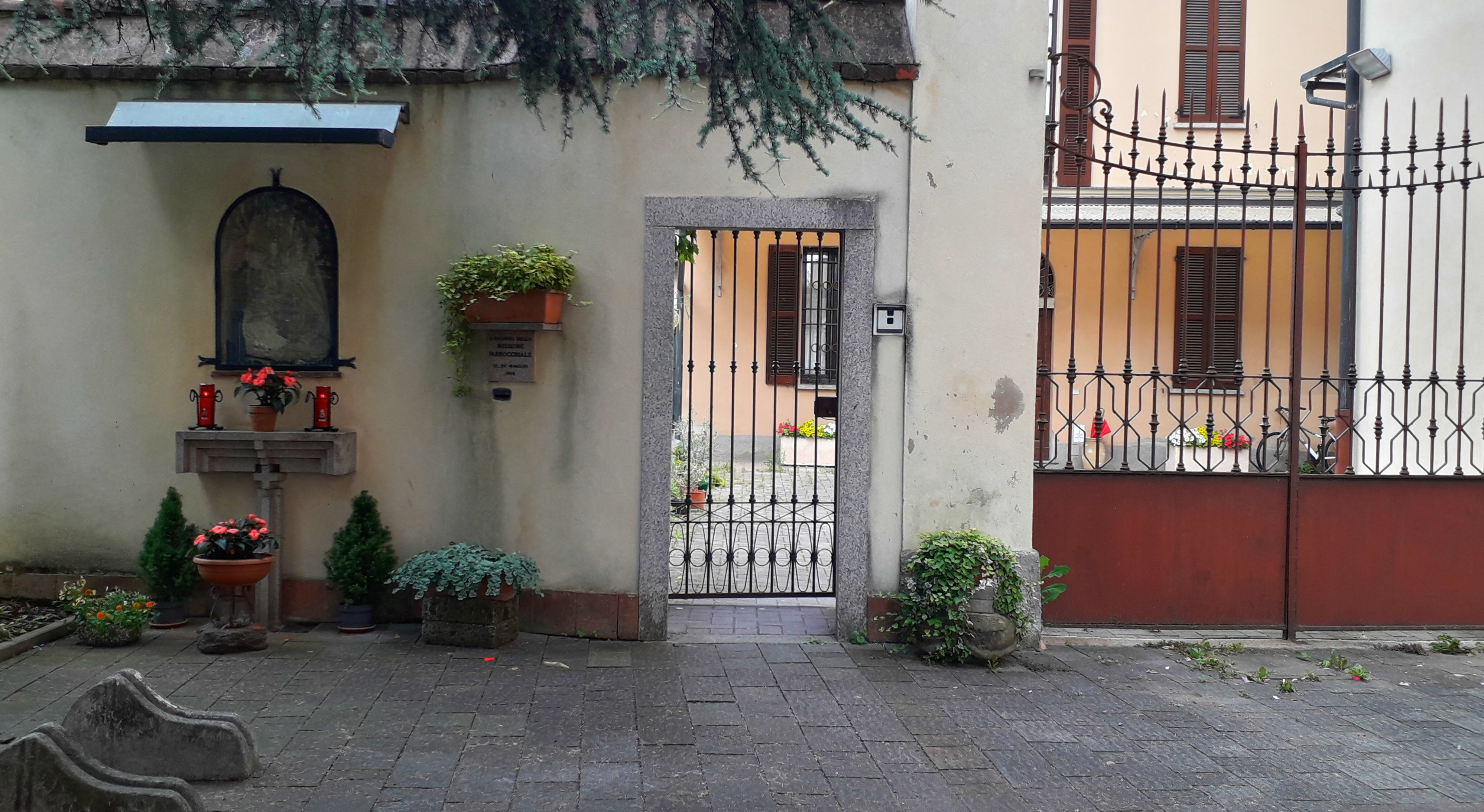
L'icona ed il suo altarino

I libri della biblioteca del Convento: sono individuabili 11 incunaboli appartenuti al Convento ed oggi presso la Biblioteca Nazionale Braidense; inoltre nella chiesa parrocchiale di Binasco è conservata una Bibbia glossata in 6 volumi, con note di possesso riconducibili a Santa Maria in Campo.

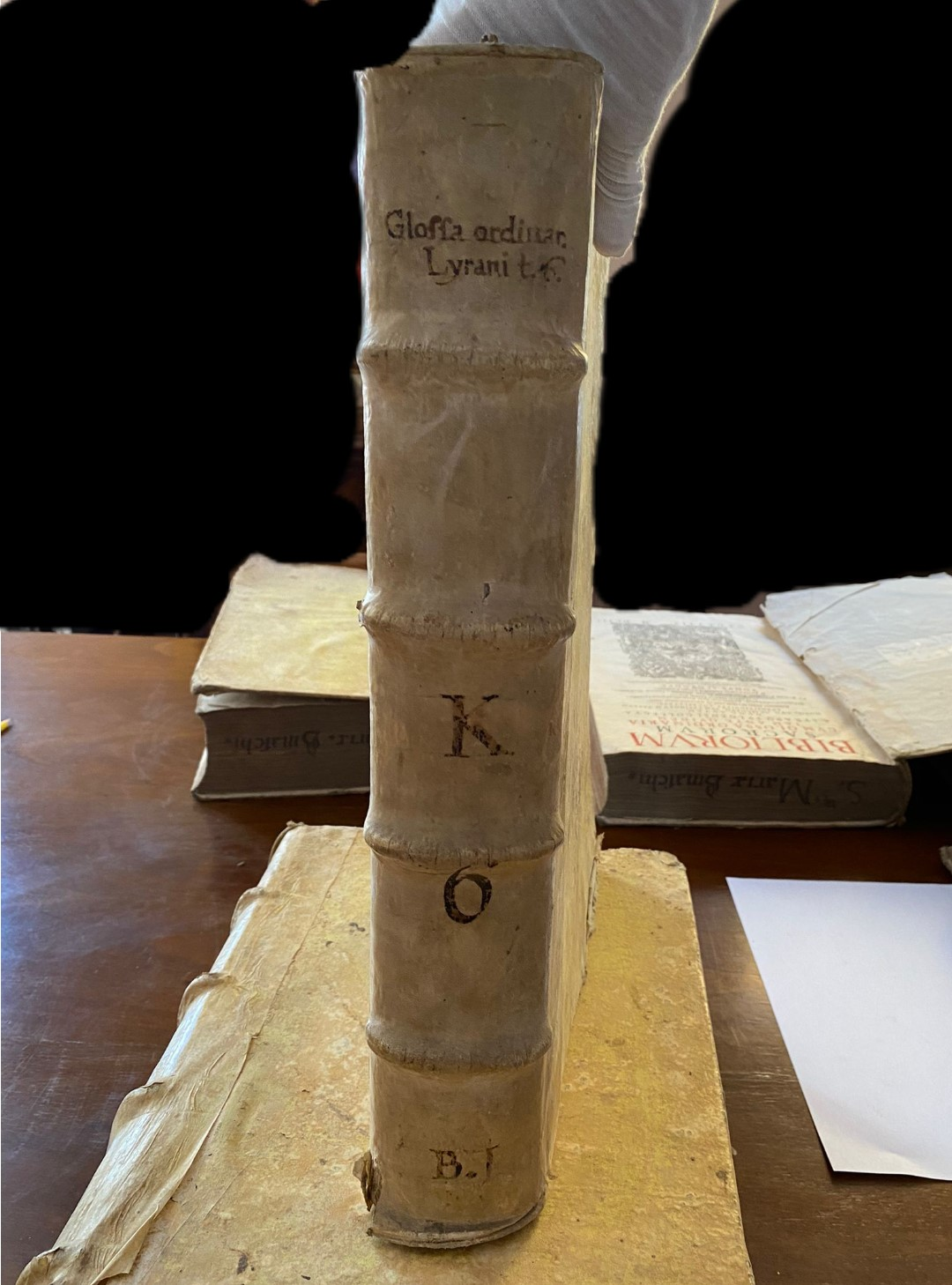
Costa
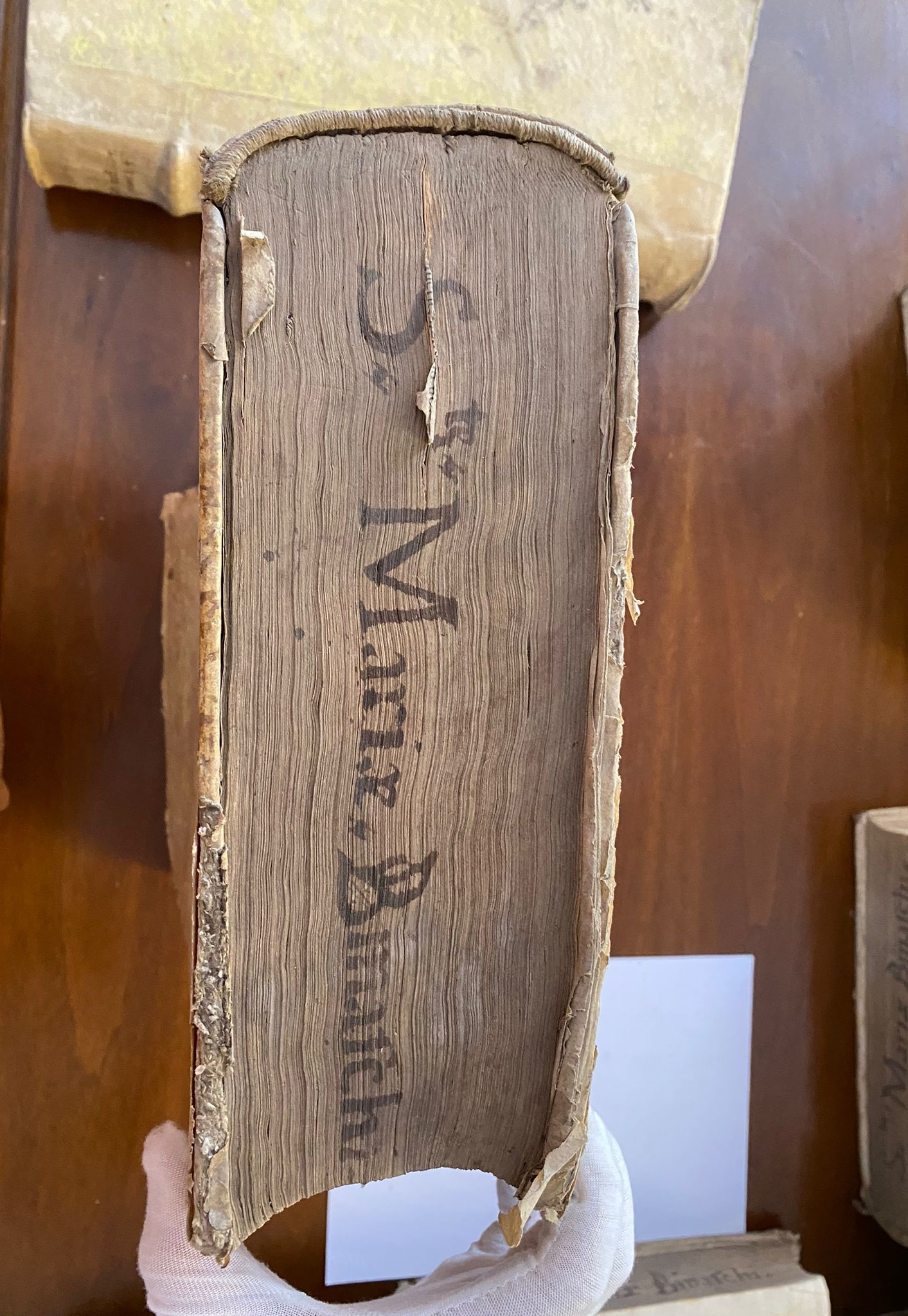
Taglio superiore
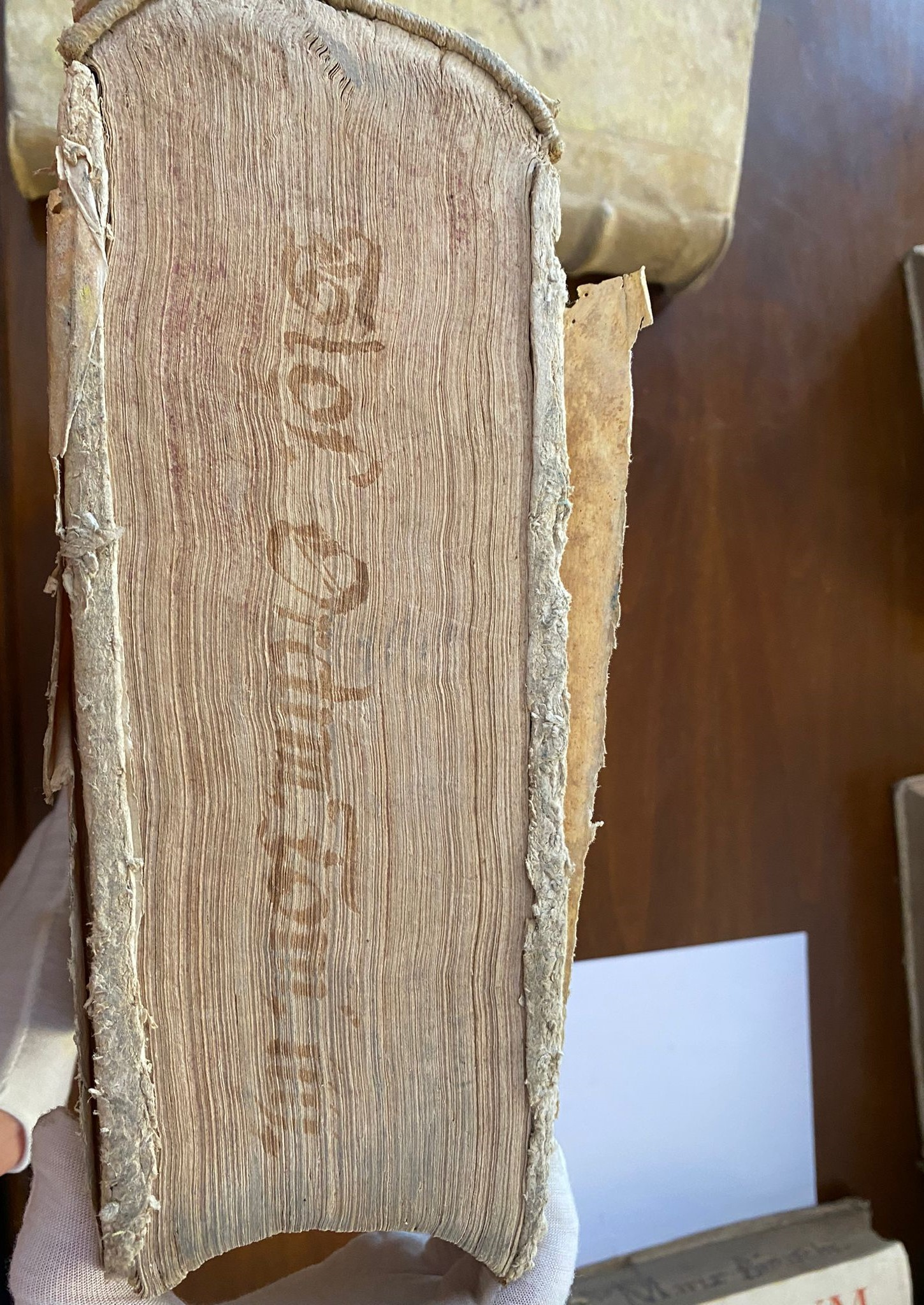
Taglio inferiore
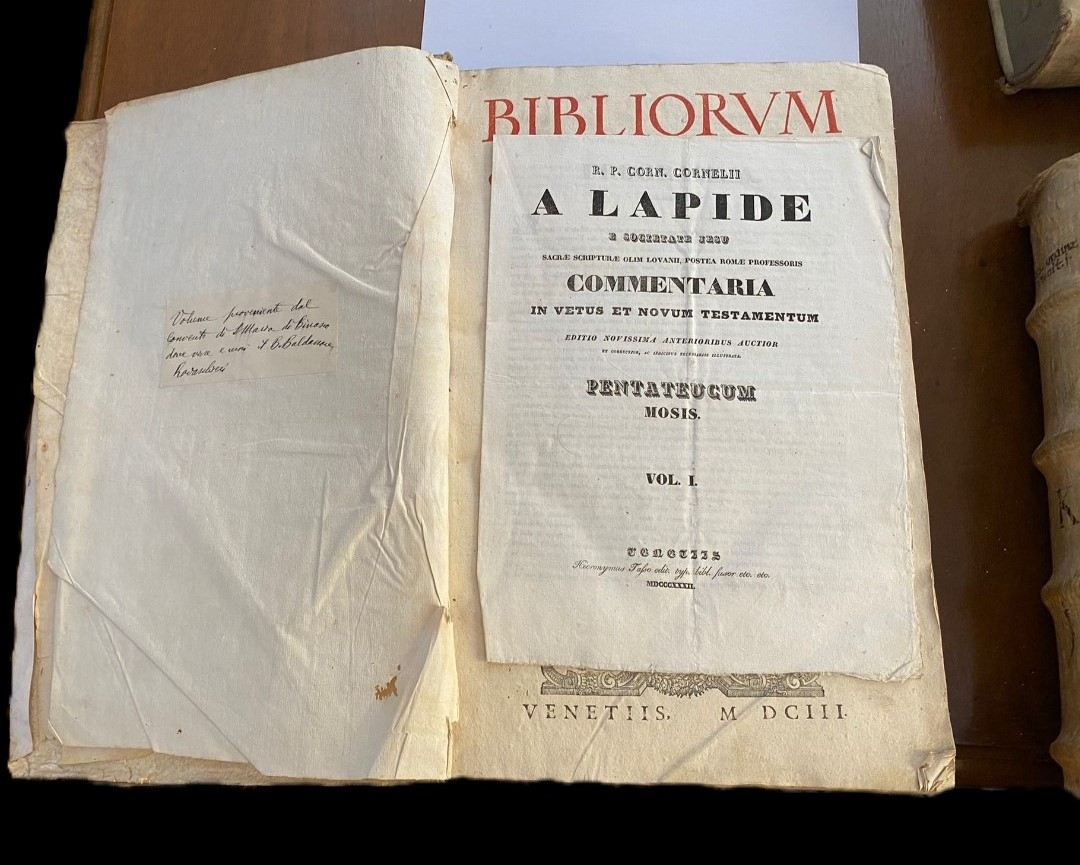
Prima pagina
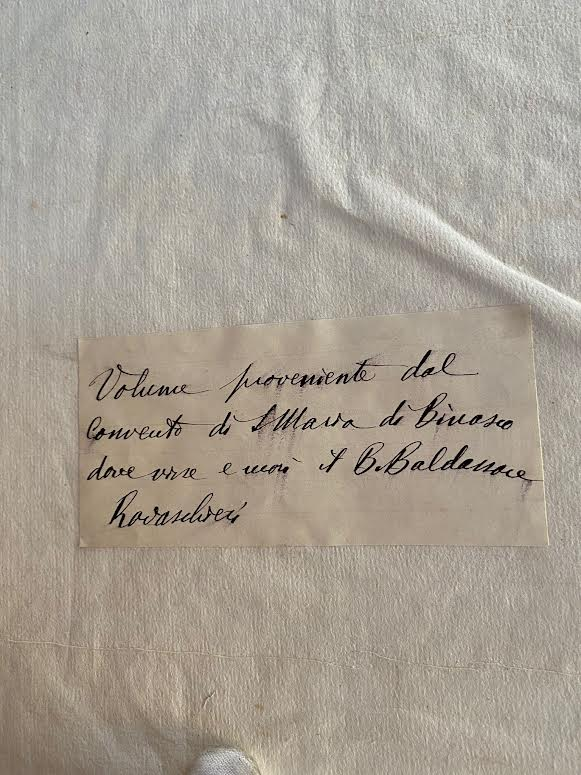
Nota di provenienza
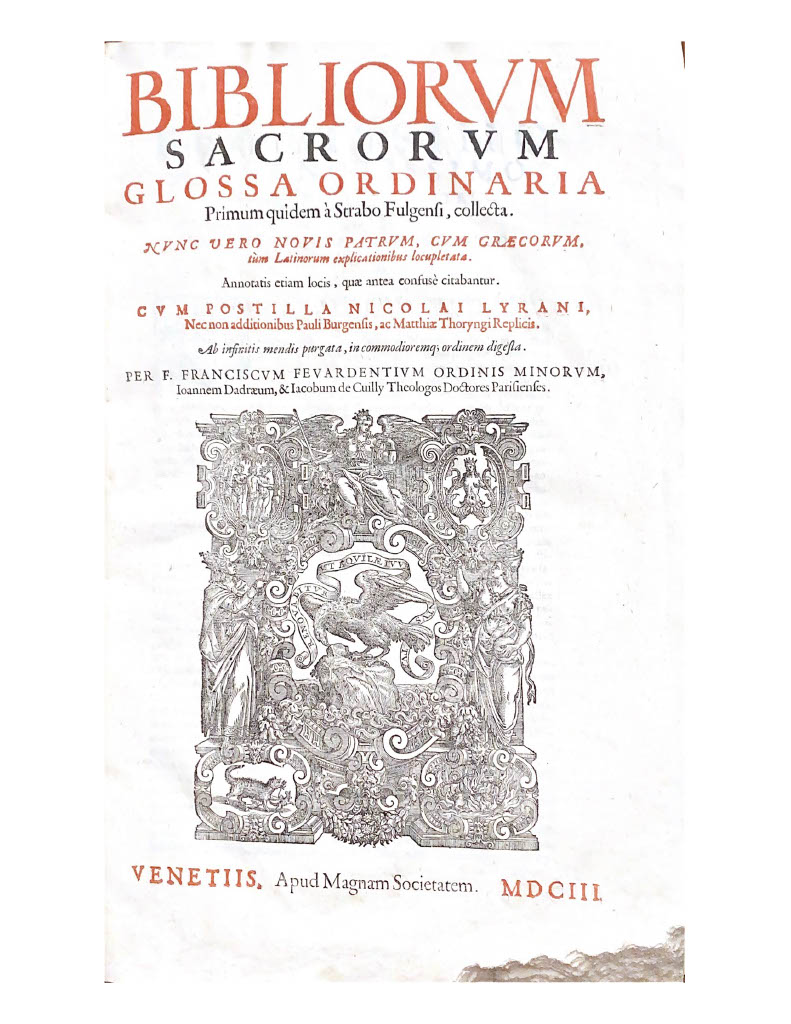
Frontespizio

Lo stemma dei Mendoza, scolpito nel 1592 a ricordo dei lavori realizzati nella chiesa del Convento, è posto nella controfacciata della Chiesa Parrocchiale di Binasco

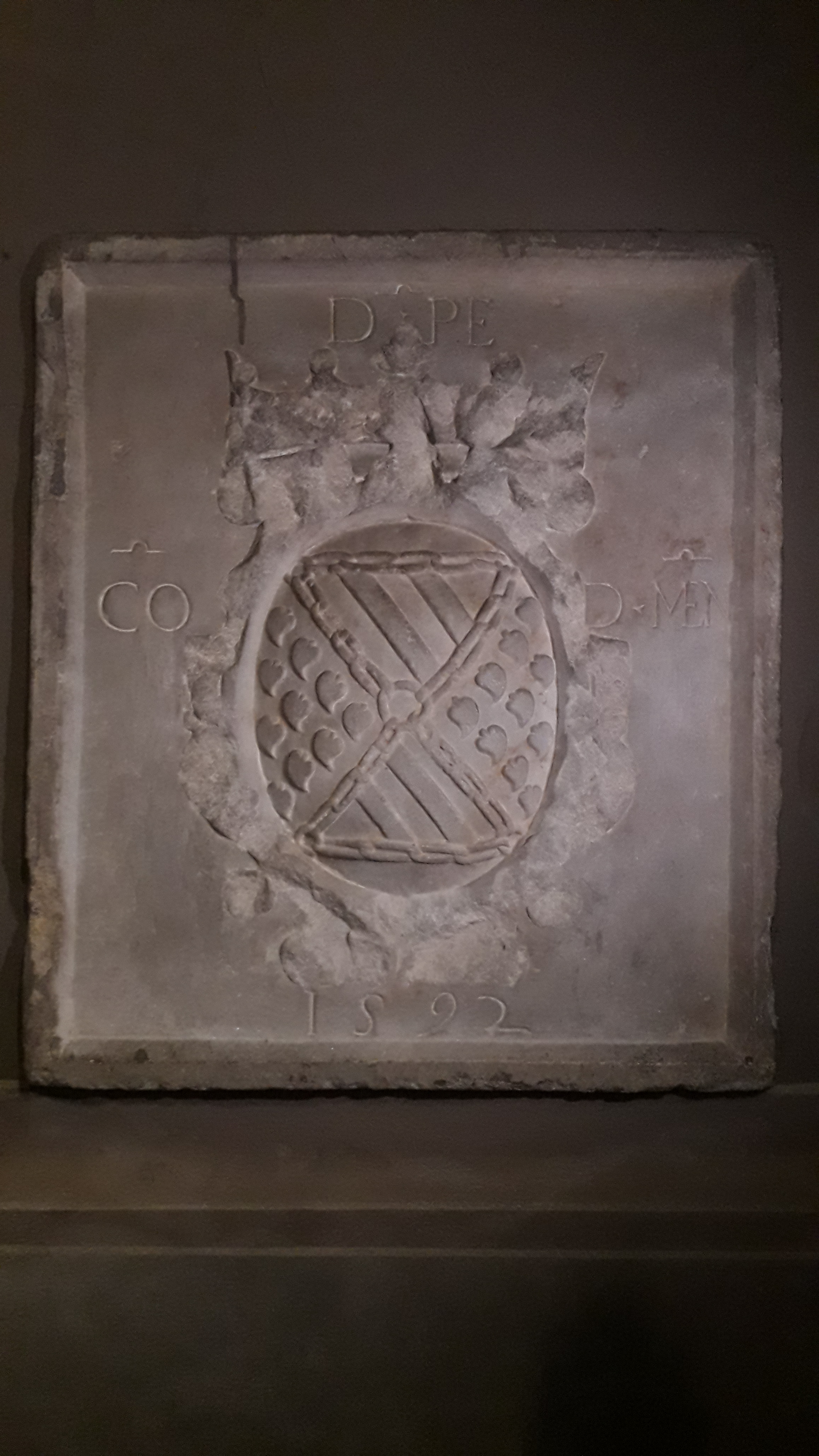
Dettaglio dello stemma
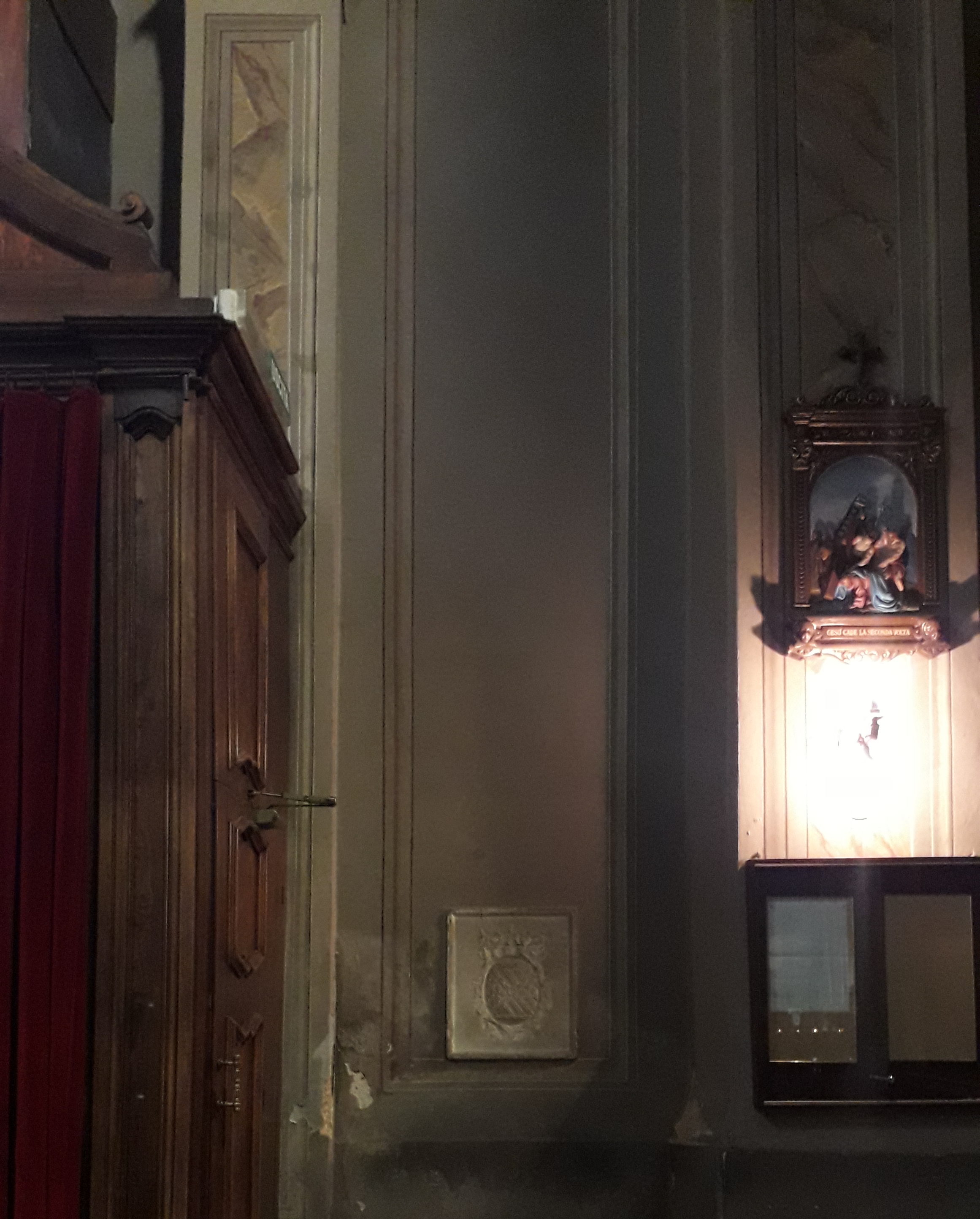
Parete
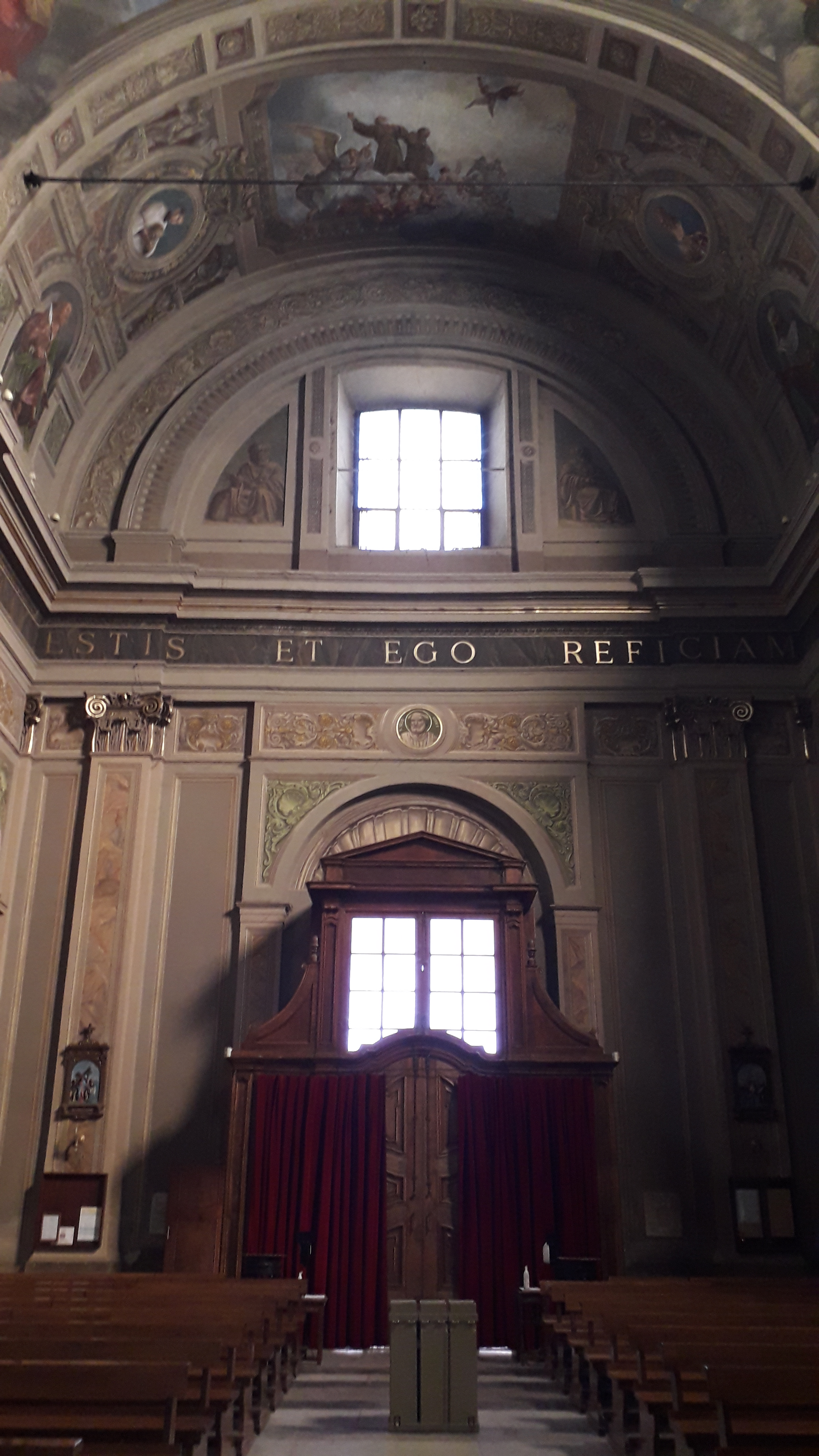
Controfacciata (stemma in basso a destra)

La campana, fusa nel 1711, fu trasferita a Porchera ma, poiché danneggiata, fu rifusa nel 1915
Parte dei mattoni degli edifici furono usati per rinforzare gli argini del Navigliaccio presso il Castelletto

## Studi archeologici

### Prime ricognizioni
Nella stagione invernale 1988-89, il Professor Cuomo ed altri appassionati di storia locale, seguendo il tracciato di una mappa settecentesca raffigurante il convento, fecero una ricognizione sul campo rinvenendo numerosi frammenti di ceramica, i quali portarono ad una seconda intensa ricognizione nella primavera-estate '89, anche questa con grandi ritrovamenti di materiale. I reperti vennero consegnati nel luglio dello stesso anno alla Soprintendenza Archeologica della Lombardia, la quale, vista l'entità dei ritrovamenti, pose l'area sotto il vincolo di tutela archeologica in base alla legge 1089 del 1/6/1939.
Nell'estate di quell'anno il gruppo di appassionati si costituì ufficialmente come "Comitato per il recupero archeologico di Santa Maria in Campo".
Siccome in quell'area si sarebbe dovuta costruire una strada per unire Binasco a Casarile, si capì l'importanza di intraprendere una campagna di scavi al più presto.
Nella primavera '90 il Comitato organizzò una mostra documentaria dal titolo "20 secoli da non cancellare" per sensibilizzare la popolazione sull'importanza del sito, che riscosse grande successo.
Nel mese di maggio la Soprintendenza iniziò le procedure burocratiche per poter iniziare gli scavi in quell'autunno, contemporaneamente il Comitato si mobilitò per raccogliere i fondi necessari: fatto ciò si passò allo studio dei documenti d'archivio (ovvero la descrizione di Padre Eletto Casorati e le mappe di Carlo VI) che, uniti alle moderne fotografie aeree permisero di tracciare una ricostruzione della planimetria del Convento e di localizzare la chiesa francescana.

### Campagne di scavi 1990-1992
Si decise, d'accordo con i referenti della Soprintendenza, di fare un primo saggio di scavo sul sito, tra l'ottobre ed il novembre 1990, che riportò alla luce le fondamenta della facciata della chiesa, ed un resoconto degli scavi fu pubblicato sul Bollettino 1990 della Soprintendenza Archeologica della Lombardia.
Il ritrovamento di altri reperti nell'area circostante quella degli scavi bloccò un progetto edilizio di 400 appartamenti ed un centro commerciale pensato per quell'area.
Intanto, il professor Cuomo aveva terminato di scrivere il suo libro "S. Maria in campo. Un convento soppresso nella Bassa Milanese (secoli X - XIX)",  che venne presentato il 24 maggio 1991, e nella stessa giornata si inaugurò una mostra sugli scavi del 1990 con le foto di alcuni reperti. I ricavati della vendita del libro servirono a finanziare gli scavi
A giugno la Soprintendenza iniziò le pratiche presso il Ministero della Cultura per iniziare una seconda campagna d'indagine nell'autunno seguente, che si tenne tra il 7 ottobre ed il 27 novembre 1991.
Si continuò a scavare la chiesa, scoprendone le fondamenta, i muri ed i pavimenti delle cappelle meridionali e della sacrestia, oltre all'abside trecentesca; nonché numerose sepolture sia dentro che fuori il perimetro dell'edificio. Quei pavimenti risultarono particolarmente interessanti, perché realizzati con sassi di fiume e tegole romane di reimpiego
La terza campagna iniziò il 25 agosto 1992 ed aveva l'obiettivo di continuare lo scavo della chiesa, in particolare dell'abside, delle fondamenta del campanile e delle cappelle sul lato nord: furono effettuati rinvenimenti di materiale databile tra il II secolo a.C. ed il XVI secolo d.C., e molte sepolture sparse un po' ovunque, persino sotto le fondamenta del campanile.

### Dopo la campagna
Da parte del Comitato vi fu la proposta, accolta dalla Soprintendenza, di realizzare un parco archeologico ed un antiquarium in cui esporre i reperti: un report degli scavi venne presentato alla Cassa Rurale di Binasco ed ai comuni di Binasco e Casarile per ottenere almeno i fondi per costruire una tettoia a protezione delle murature emerse.
Questo progetto non andò in porto, e quanto riemerso fu coperte da tessuto-non-tessuto e lasciato all'aria aperta, senza protezione, rovinato dai vandali e dai lavori agricoli. Il sito venne nuovamente interrato nel 2004.
Questo è un video, realizzato nel 2013, che spiega in dettaglio il progetto di musealizzazione dell'area; contiene alcuni video fatti nel corso degli scavi, le foto di alcuni reperti e la ricostruzione tridimensionale di come sarebbero potuti apparire quegli oggetti (qui il link)

### Studi successivi
Nel settembre 2022 il dott. Mirco Zerbino, nell'ambito della sua tesi di laurea magistrale presso l'Università di Pavia nel corso di "The Ancient Mediterranean World. History, Archaeology and Art", ha ripercorso la storia degli studi sul quel territorio ed ha analizzato la storia degli scavi sul sito, stilando inoltre un catalogo dei rinvenimenti più significativi corredato da disegni e comparazioni con reperti simili. 
La tesi si intitola "The site of Santa Maria in Campo between Binasco and Casarile: Problems and opportunities of landscape archaeology in rural areas Lombardy", relatrice la professoressa Maria Elena Gorrini, correlatore il dottor Alberto Bacchetta della Soprintendenza Archeologica della Città Metropolitana di Milano. 
Nel novembre dello stesso anno, la ProLoco ed il Comune di Binasco hanno organizzato una conferenza aperta alla cittadinanza nella quale il dott. Zerbino ha esposto i risultati dei suoi studi, facendo così il punto della situazione a 30 anni esatti dalla chiusura degli scavi.

## Vicende legate al convento
Il Beato Baldassarre Ravaschieri trascorse l'ultima parte della sua vita presso Santa Maria in Campo, ove compì il celebre "miracolo della neve", per poi morire nell'ottobre 1492

### Il miracolo della neve
Leggiamo da Cuomo, che riprende Padre Eletto Casorati, che il Ravaschieri era solito contemplare la natura, e pregare, in un boschetto vicino al Convento ma, incapace di muoversi a causa della malattia, doveva essere sempre aiutato dai confratelli per andare e venire da quel luogo. Un mite pomeriggio invernale i frati lasciarono, come di consueto, il Beato in mezzo al bosco, salvo dimenticarsi di riprenderlo quando iniziò a nevicare abbondantemente: egli provò a chiamarli a voce, ma non lo sentirono perché era troppo distante dal Convento. Quando i frati si accorsero dell'accaduto, si precipitarono in soccorso, temendo per la salute del venerato confratello, ma con grande meraviglia lo trovarono sorridente ed in estasi, asciutto ed al caldo: la neve, caduta in abbondanza tutto attorno a lui, non lo sfiorò, ed il Beato sembrava illuminato da una luce divina e riscaldato da un tepore proveniente dalla terra.